# Tarnen und Täuschen

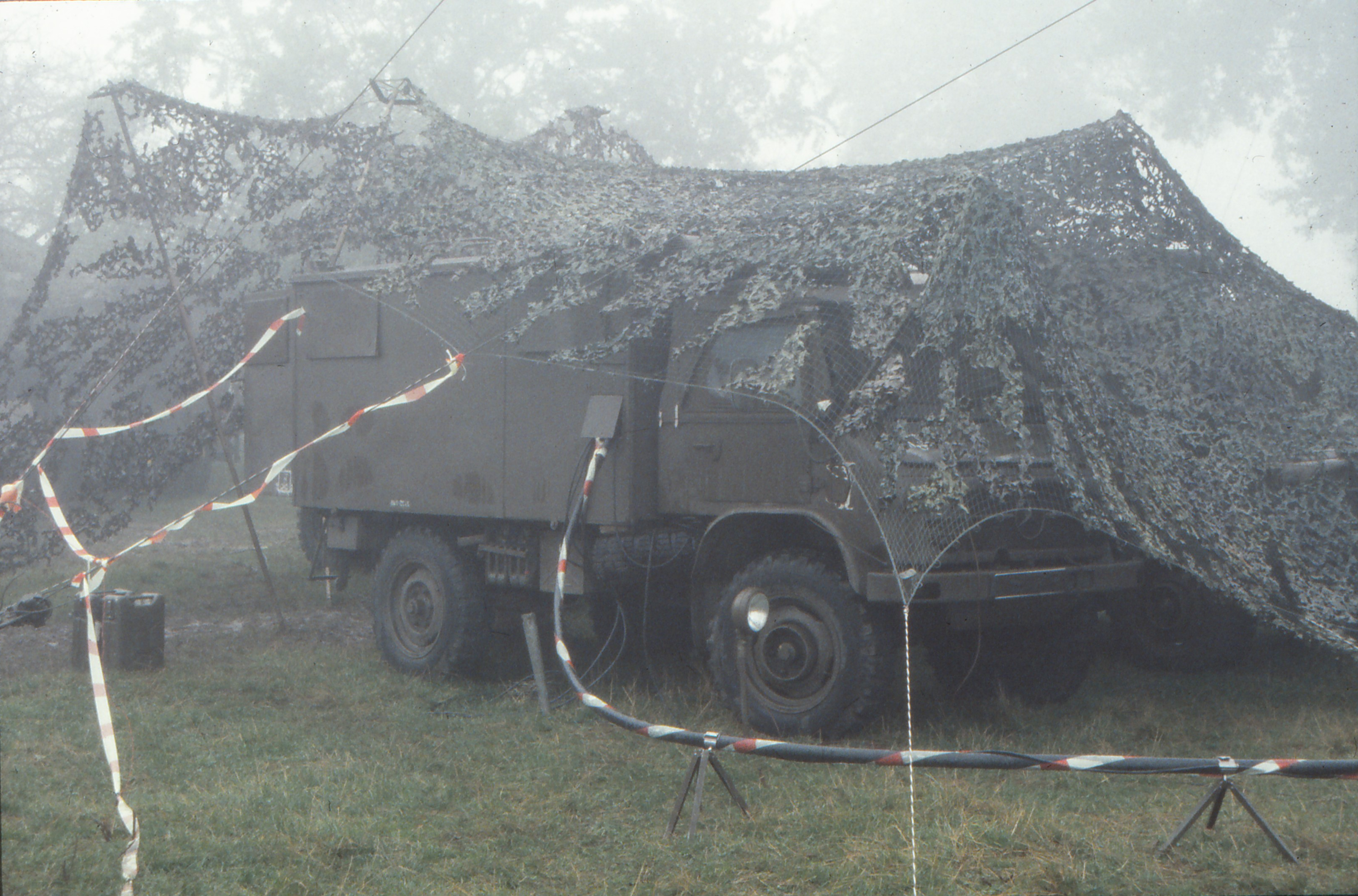
Mit einer „Tarngarage“ getarntes Fahrzeug auf einer Fernmeldeübung von 1984 – bei einem Stellungswechsel war das Fahrzeug jedoch ohne Tarnmittel. Diese Version diente in erster Linie zur Verdeckung aus der Luft (Aufklärung oder Tieffliegerangriffe)

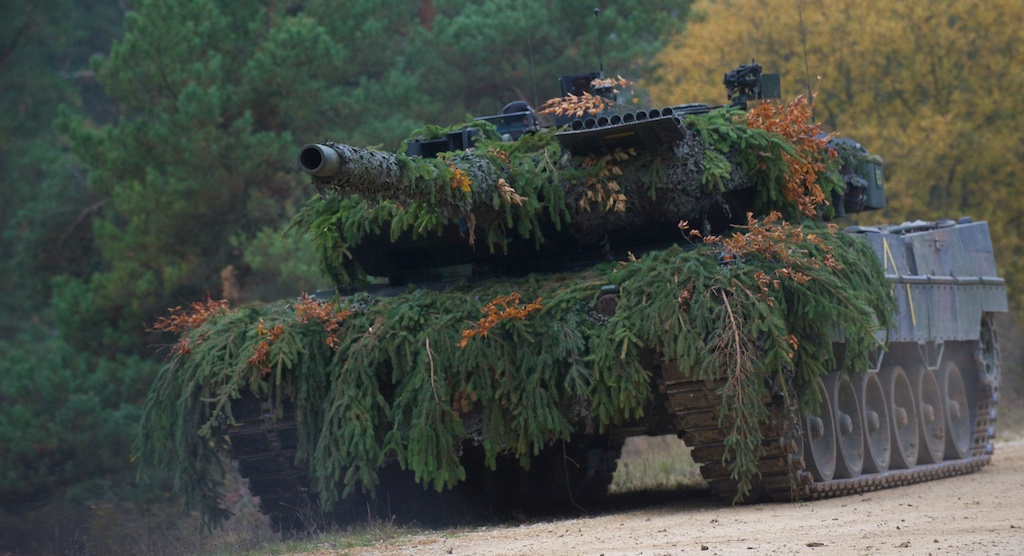
Leopard 2 mit an das Gelände angepasster Tarnung, die hier hauptsächlich in „Stoßrichtung“ ausgeführt ist

Als Tarnen und Täuschen werden im militärischen Sprachgebrauch alle Maßnahmen bezeichnet, die dazu dienen, einzelne Soldaten, militärisches Gerät (Panzer, Geschütze etc.) oder eine komplette militärische Einheit  vor feindlicher Beobachtung bzw. militärischer Aufklärung zu schützen, oder den Feind zu falschen Annahmen und Maßnahmen zu verleiten. Vorbild für die Tarnung sind hauptsächlich die Tarntrachten und die chromatische Anpassung von Tieren. Bei der Täuschung spielen Elemente der Mimikry eine große Rolle.

## Tarnen

### Allgemein
Jeder Soldat im Einsatz muss jederzeit und überall damit rechnen, von feindlichen Kräften beobachtet und aufgeklärt zu werden. Um eine Aufklärung zu erschweren oder zu verhindern, ist es notwendig, dass der Soldat sich, seine Waffe und Ausrüstung, Fahrzeug und Feldstellung immer durch geeignete Maßnahmen vor Aufklärung schützt.
Zu diesem Zweck verhält sich der Soldat unauffällig und bewegt sich dem Gelände angepasst, entlang von Geländelinien und im Schlagschatten von Geländebedeckungen, schützt sich durch Nutzung der vorhandenen Deckungsmöglichkeiten wie Geländevertiefungen oder unterhalb von Geländeerhöhungen gegen das Gesehenwerden und feindliche Waffenwirkung, passt sich der Umgebung durch natürliches Tarnmaterial wie Pflanzen oder künstliches wie ein Tarnnetz an, um seine Konturen zu verwischen, und vermeidet oder beseitigt seine Spuren.
Tarnung erfolgt im Weiteren durch das Vermeiden von Geräuschen, Spuren, Rauch oder Staub, Licht und Spiegelungen sowie das Schaffen natürlicher Tarnung durch Ausnutzen von Schatten, Bodenerhebungen, Bewuchs, Gräben, Wald oder Schlagschatten für eigene Bewegungen im Gelände und künstliche Tarnung durch Tarnkleidung, Tarnnetz oder Graskleid. In der Bundeswehr werden für die Helmtarnung seit alters her Sackleinenstreifen, auch Rupfenstreifen benutzt. In der israelischen Armee dient dazu der Mitznefet.
Geräuschtarnung eigener Geräusche erfolgt durch natürliche andere Geräusche, die diese überlagern.
Die Tarnung muss ständig verbessert und ergänzt sowie gegebenenfalls (bei veränderter Umgebung) ersetzt werden. Der Soldat hat dabei darauf zu achten, dass er seine eigene Sicht, Beweglichkeit und Waffenwirkung nicht behindert – Wirkung geht vor Tarnung und Deckung.
Das Tarnen ist ein ständiger Auftrag, der keines gesonderten Befehls bedarf – der Soldat tarnt sich jederzeit. Jeder Soldat muss sich darüber im Klaren sein, dass jede Nachlässigkeit die Tarnung vieler anderer unwirksam macht.
Das unter dem besonderen Schutz des Völkerrechtes stehende Zeichen des Sanitätsdienstes (rotes Kreuz auf weißem Grund) wird grundsätzlich nicht getarnt. Ausnahmen davon bilden Gefechtseinsätze, bei denen die Gegenseite dieses nicht achtet – siehe dazu der Einsatz in Afghanistan. Das Verhalten der Gegenseite entbindet den Soldaten nicht von der Einhaltung des Kriegsvölkerrechts.

### Manntarnung
Zur Tarnung des einzelnen Soldaten kommen verschiedene Mittel zum Einsatz.
| Tarnmittel      | Beschreibung |
| --------------- | --- |
| Tarnkleidung    | Der „Kampfanzug mit Tarnmuster“ ist das erste Mittel der Manntarnung. Die Muster werden in verschiedenen Versionen (z. B. Woodland, Desert, Urban etc.) erstellt, um eine optimale Anpassung an die Ergebung zu erzielen. Für Winter, Hochgebirge und arktisches Gelände gibt es spezielle Winter-Tarnüberzüge, die über der normalen Uniform getragen werden.                                                                                            |
| Tarnschminke    | Die „Gesichtstarnung“ soll bei Nacht die Entdeckung durch das Reflektieren von z. B. Mond-, Umgebungs- oder Restlicht auf den hellen Hautpartien verhindern, und in dichter Vegetation (z. B. Dschungel) die gewünschte Wirkung der Tarnkleidung komplettieren. |
| Geräuschtarnung | Vermeidung von Eigengeräuschen („Klappern der Ausrüstung“), die der Soldat bei der Bewegung im Gelände macht. Beispiel: die sog. „Silencer“ an den US-Erkennungsmarken. |
| Helmtarnung     | Ein Helmtarnbezug aus Stoff oder Netz dient in jeder Gefechtsart und Bewegung um Umgebungsvegitation daran zu befestigen und sich bei Bewegungslosigkeit der Umgebung optisch anzupassen, um den in Stellung liegenden Soldaten vor Feindsicht zu schützen. Eine Sonderform stellt das bei der israelischen Armee eingesetzte Mitznefet dar oder Sackleinenstreifen am Helmtarnbezug / Helmtarnnetz die beide die Helmkontur aufbrechen und verschleiern. |
| Körpertarnung   | Die Körpertarnung ist nur in der gleitenden Annäherung an ein Ziel und längerfristig ortsgebundenen für einen Soldaten sinnvoll – im natürlichen Gelände ein Ghillie suit, in urbanem Gelände kann dies auch ein Trash bag sein. |

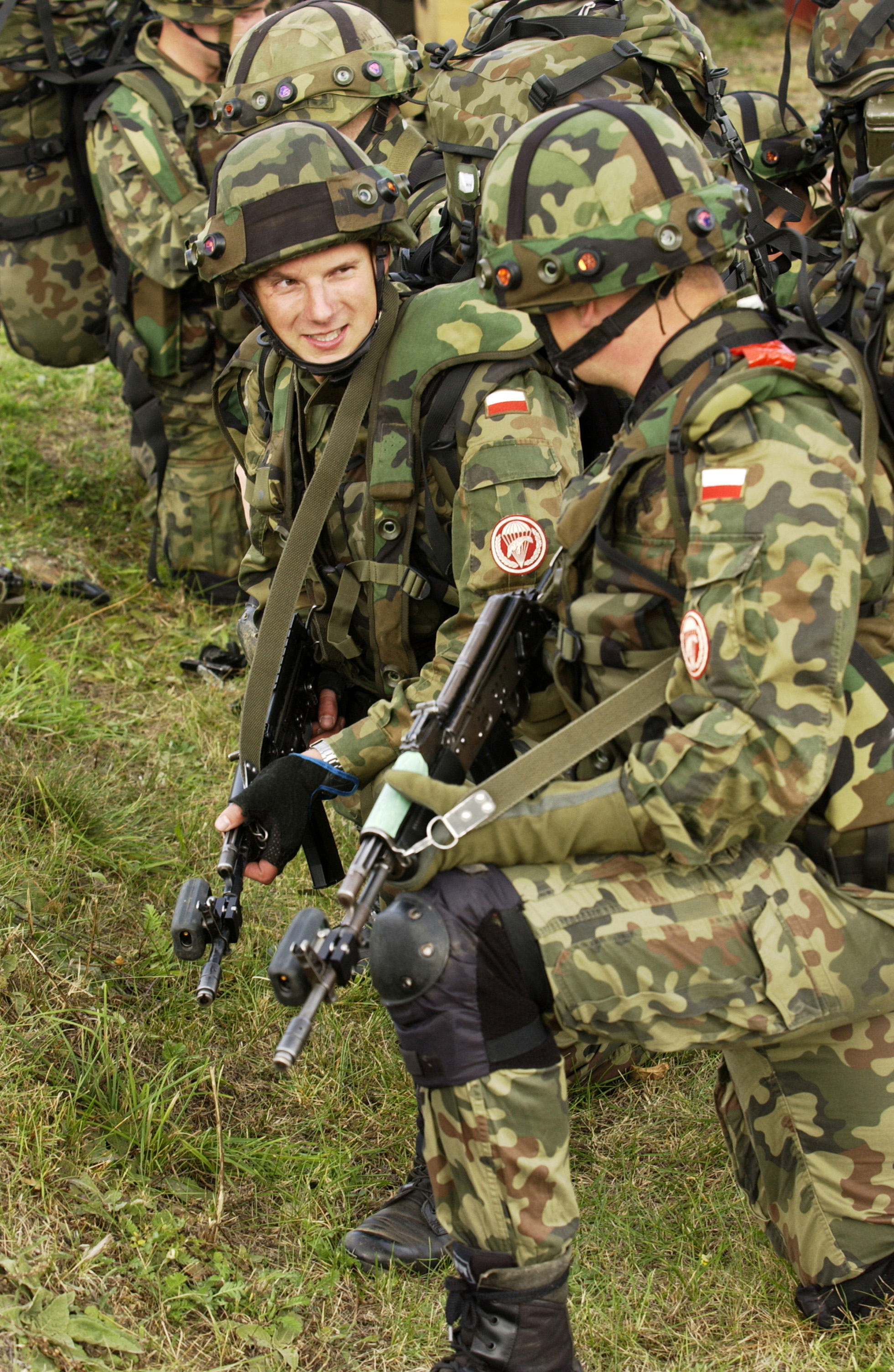
Bild 1:
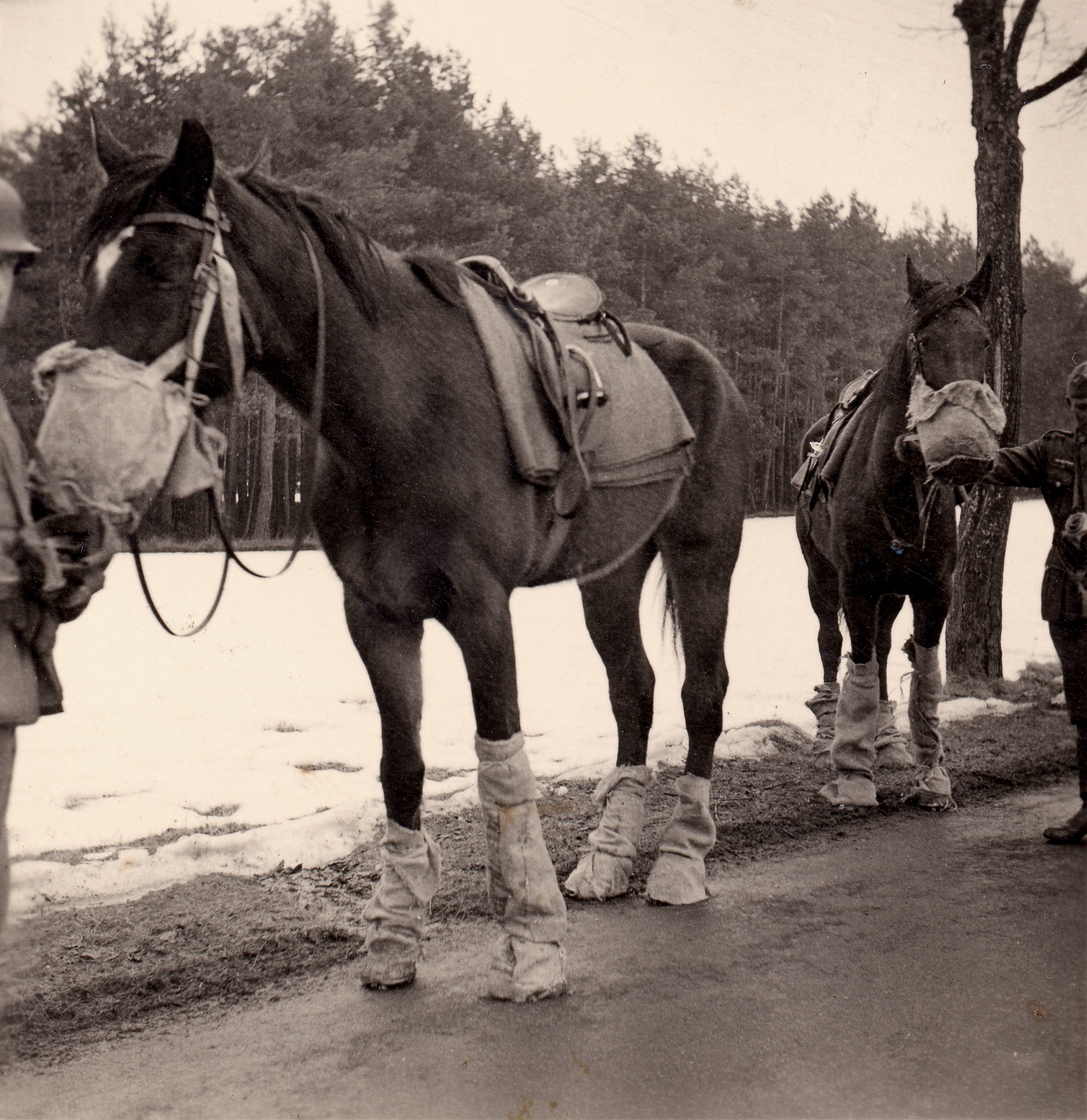
Bild 2:
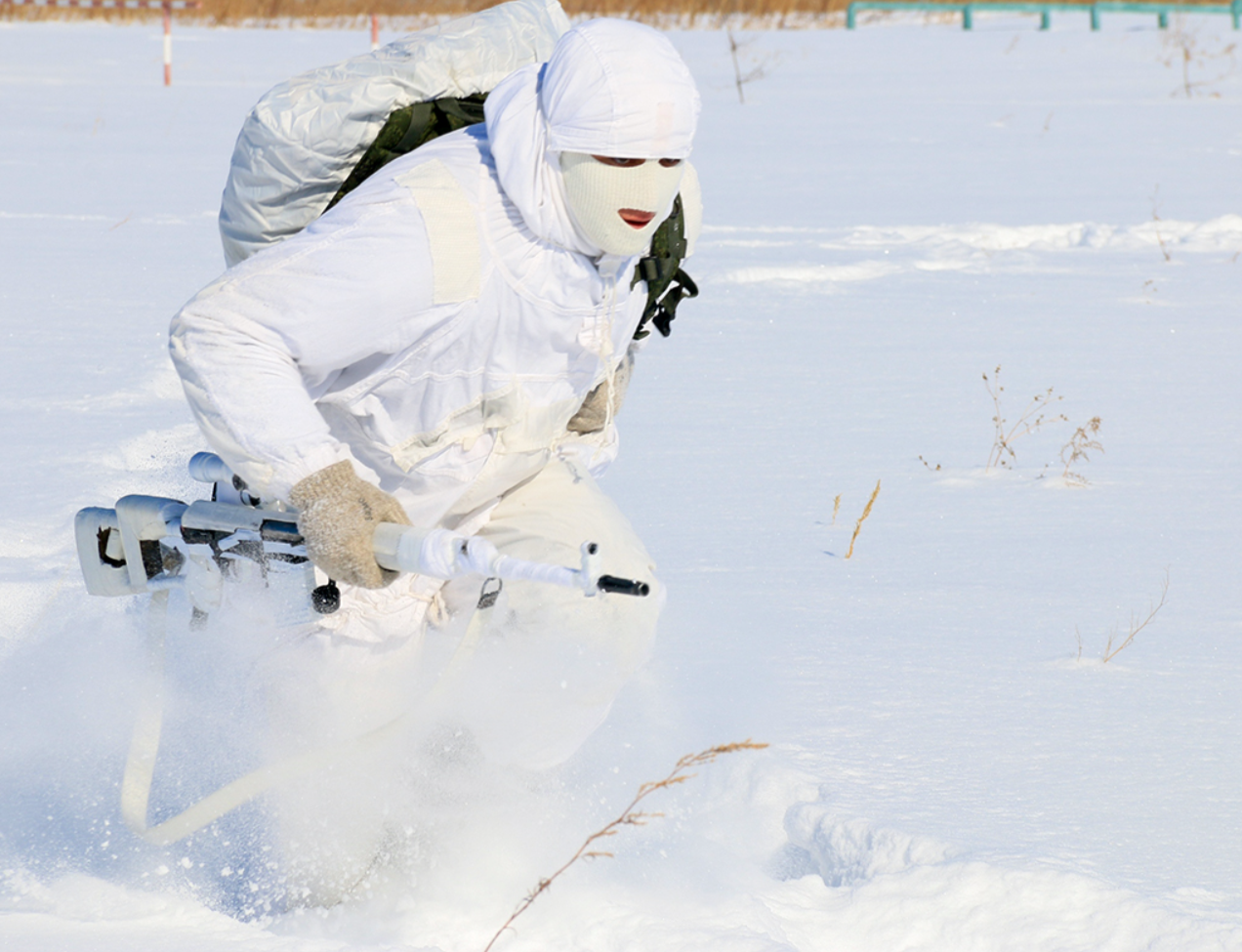
Bild 3:
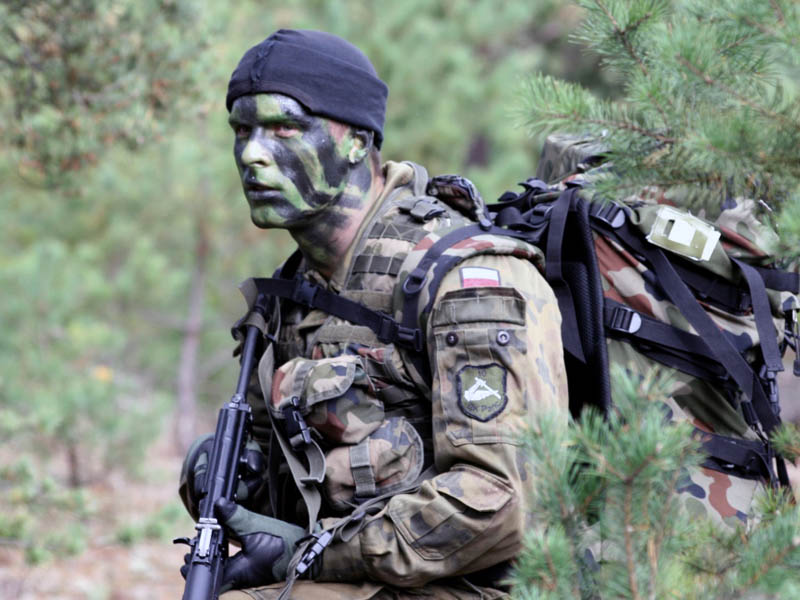
Bild 4:
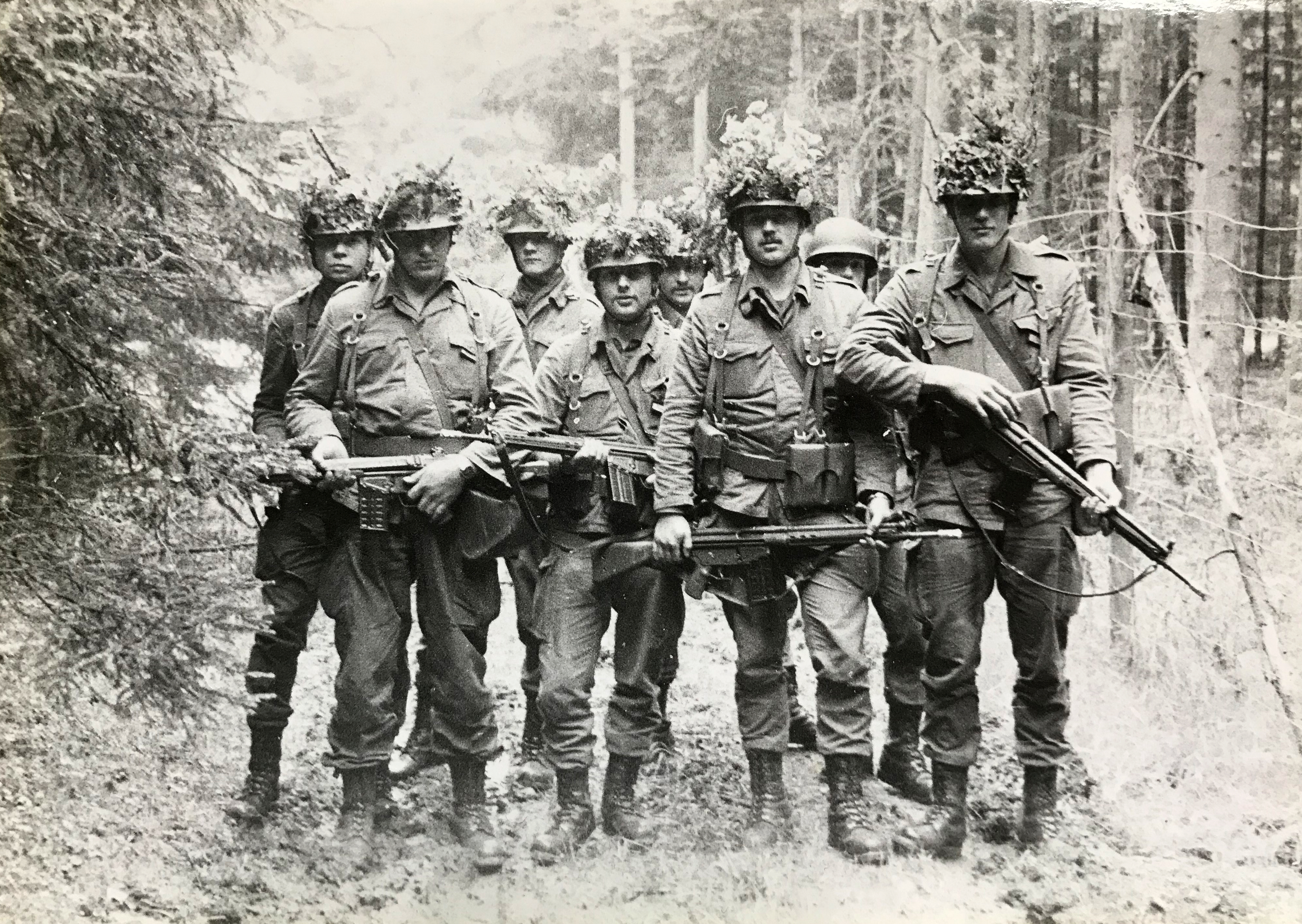
Bild 5:
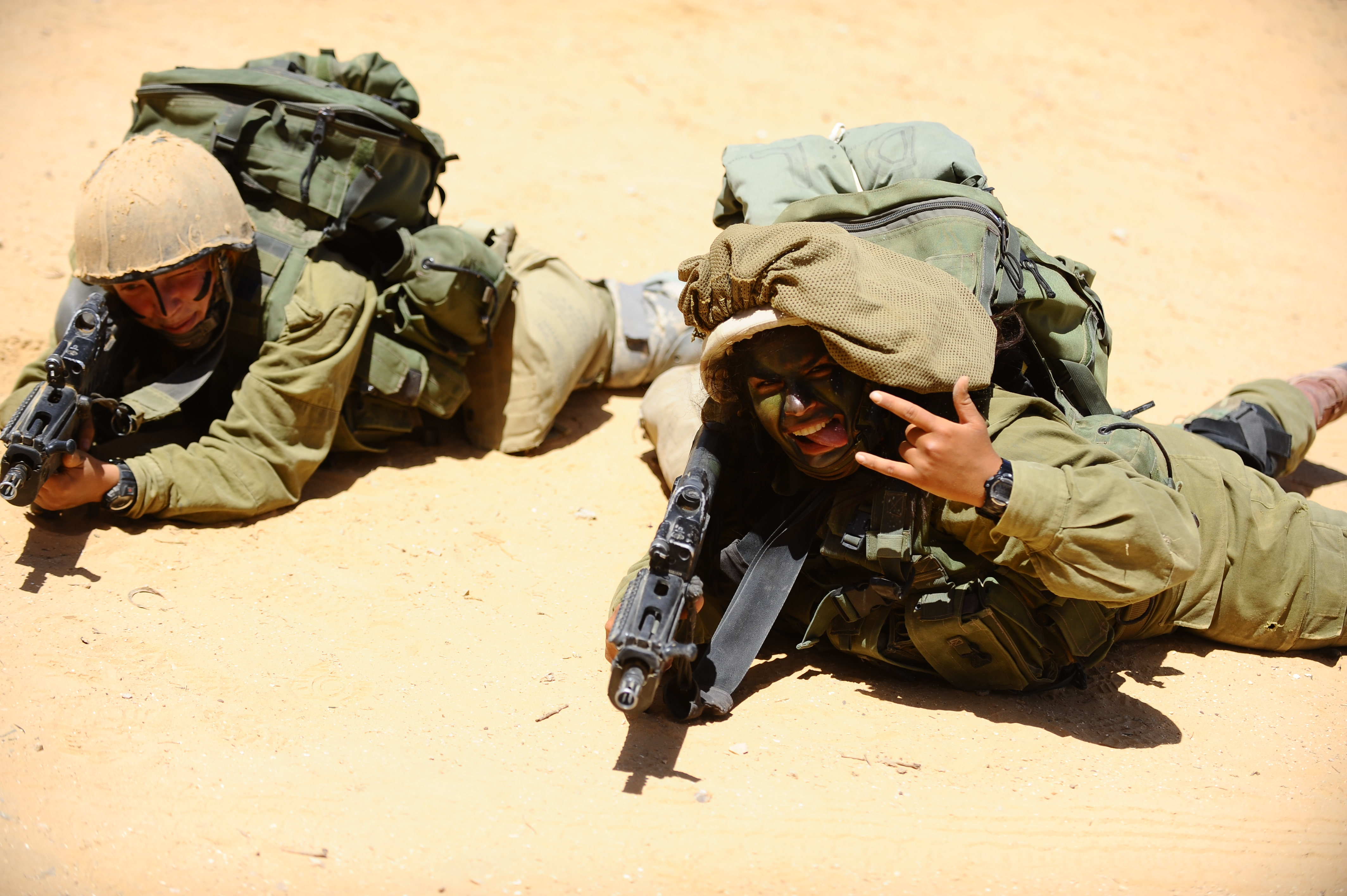
Bild 6:
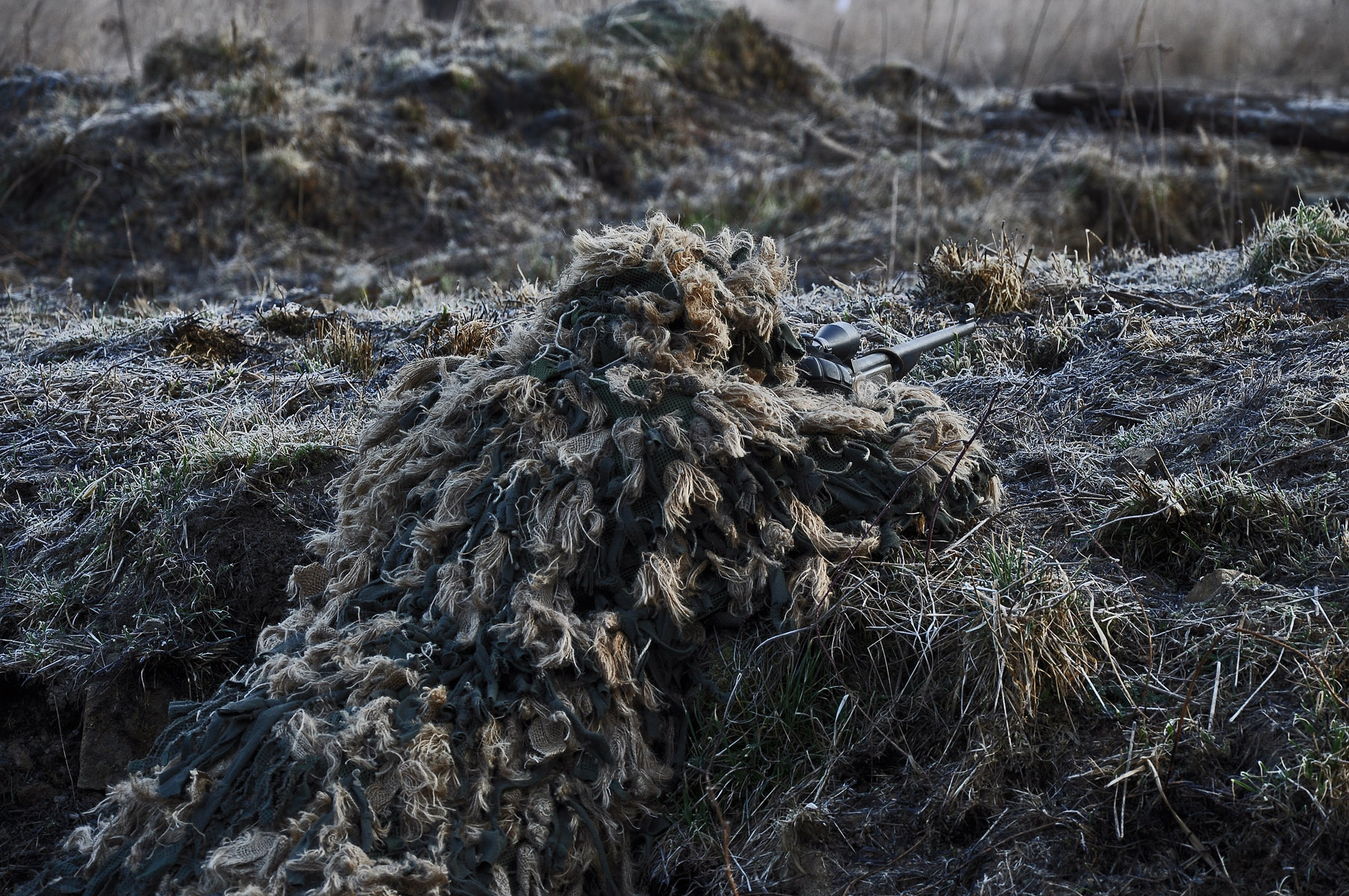
Bild 7:

- Bild 1: Tarnuniform: Die verschiedenen Muster werden teilweise sehr aufwändig am Computer entwickelt
- Bild 2: Pferde der Wehrmacht: Die Stoffumwicklung der Beine diente in erster Linie dem Schutz vor "Bruchharsch" beim Ritt abseits der geräumten Straßen. Gleichzeitig sollten die Säcke das Hufklappern verringern ("Geräuschtarnung") – was aber nur kurzfristig funktionierte. Die Säcke am Kopf waren mit etwas Futter gefüllt, sie sollten die Pferde von verräterischem "Wiehern" abhalten, und bei kalter Witterung die deutlich sichtbaren Atemwolken verhindern
- Bild 3: Wintertarnung: Es gibt verschiedene „Mischformen“ für Tundra u. Steppe oder die Zeit der Schneeschmelze
- Bild 4: Gesichtstarnung durch Tarnschminke
- Bild 5: Soldaten der Bundeswehr mit an die Umgebung angepasster „natürlicher Helmtarnung“ (im Hintergrund zum Vergleich ein Soldat ohne Tarnung)
- Bild 6: Israelischer Soldat mit Mitznefet. Links Ein Soldat mit Helm-Überzug „Sandtarnung“ (ohne Konturenverwischung).
- Bild 7: Scharfschütze des österreichischen Bundesheers im Ghillie-Tarnanzug. Ein größerer Ortswechsel (mit einer anderen Vegetation) führt hier unter Umständen zum vollständigen Verlust der Tarnung.

### Gerätetarnung
Die Tarnung von militärischem Gerät gestaltet sich sehr komplex, da sich vom Gewehr bis zum Kampfpanzer fast alles weitgehend unter diesem Begriff zusammenfassen lässt. Außerdem ist eine Unterscheidung zwischen kurzzeitiger Tarnung (etwa Panzer, die im Verfügungsraum auf einen Angriff warten) und Einheiten, die länger ortsgebunden stationiert sein sollen (z. B. Radarstationen oder größere Instandsetzungseinheiten), zu beachten.
| Tarnmittel               | Beschreibung |
| ------------------------ | --- |
| Tarnbemalung (Fahrzeuge) | Systematische Tarnbemalungen von Fahrzeugen (meist Panzer) entstanden bereits in der Zeit des Ersten Weltkriegs. Hauptsächlich sollen dabei die teilweise langen geraden Linien der Fahrzeuge „optisch aufgebrochen“ werden. Die einzelnen Tarn-Schemata werden grob dem geplanten Einsatzgebiet (Woodland, Desert, Winter etc.) angepasst, und dann bei der Truppe individuell verfeinert. |
| Tarnbemalung (Flugzeuge) | Auch bei den Flugzeugen begann die Tarnbemalung bereits im Ersten Weltkrieg. Nach anfänglichen Provokationen mit besonders auffälligen Lackierungen wurden die Flugzeuge bald durch Tarnbemalung gegen Entdeckung aus der Luft geschützt. Mit zunehmendem Aufkommen der Flugabwehr wurde die Tarnung verfeinert und eine hellere Unterseite der Flugzeuge (gegen Entdeckung vom Boden aus) etablierte sich. Gegenwärtig kommt meist eine Lackierung in hellen Blau-Grau-Tönen, die sog. Low Visibility Tarnung zum Einsatz. Die rein optische Tarnung bei Flugzeugen gerät durch die ständige Weiterentwicklung der Radartechnik und die Freund-Feind-Erkennung ins Abseits und wird weitgehend durch die „Stealth-Technology“ (Tarnkappentechnik) abgelöst. |
| Tarnnetz                 | Tarnnetze dienen in erster Linie der Verschleierung der Geräte-Konturen in einem Gelände mit natürlicher Vegetation. Da der Auf- und Abbau recht zeitaufwändig ist, wird diese Tarntechnik meist nur bei längeren Aufenthalten eingesetzt. Oft wird nicht das Gerät selbst getarnt, sondern unter einer sog. „Tarngarage“ versteckt, da die Tarnnetze bei der Bewegung hinderlich sind. Oft wird das Tarnnetz noch mit natürlichen Mitteln optimiert. |
| Natürliche Mittel        | Tarnung mit natürlichen Mitteln (meist Umgebungsvegetation) eignet sich besonders für kleinere, temporäre Stellungen (z.B. Schützenlöcher), Hinterhalte oder Sprengfallen. Fahrzeuge, die in Bewegung sind, haben mit „natürlicher Tarnung“ den Vorteil sich in einem Gebiet mit gleicher Vegetation sowohl unauffällig bewegen, als auch schnell verstecken zu können. Speziell bei Fahrzeugen mit auffälliger Silhouette (bei Panzern z. B. Wanne oder Turm) wird auch versucht diese zu verschleiern, um die Erkennung als „Freund oder Feind“ zu erschweren. |

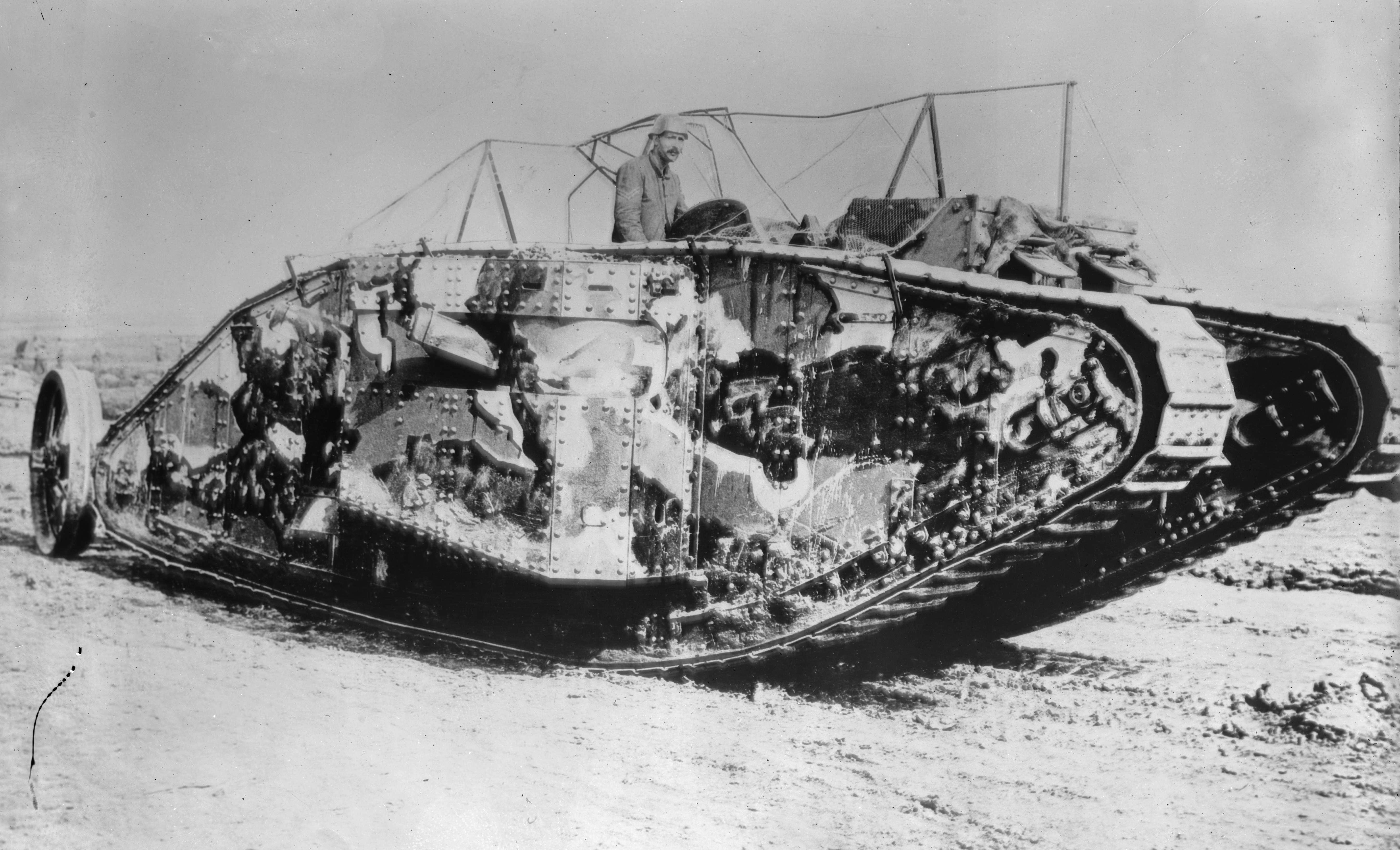
Bild 1:
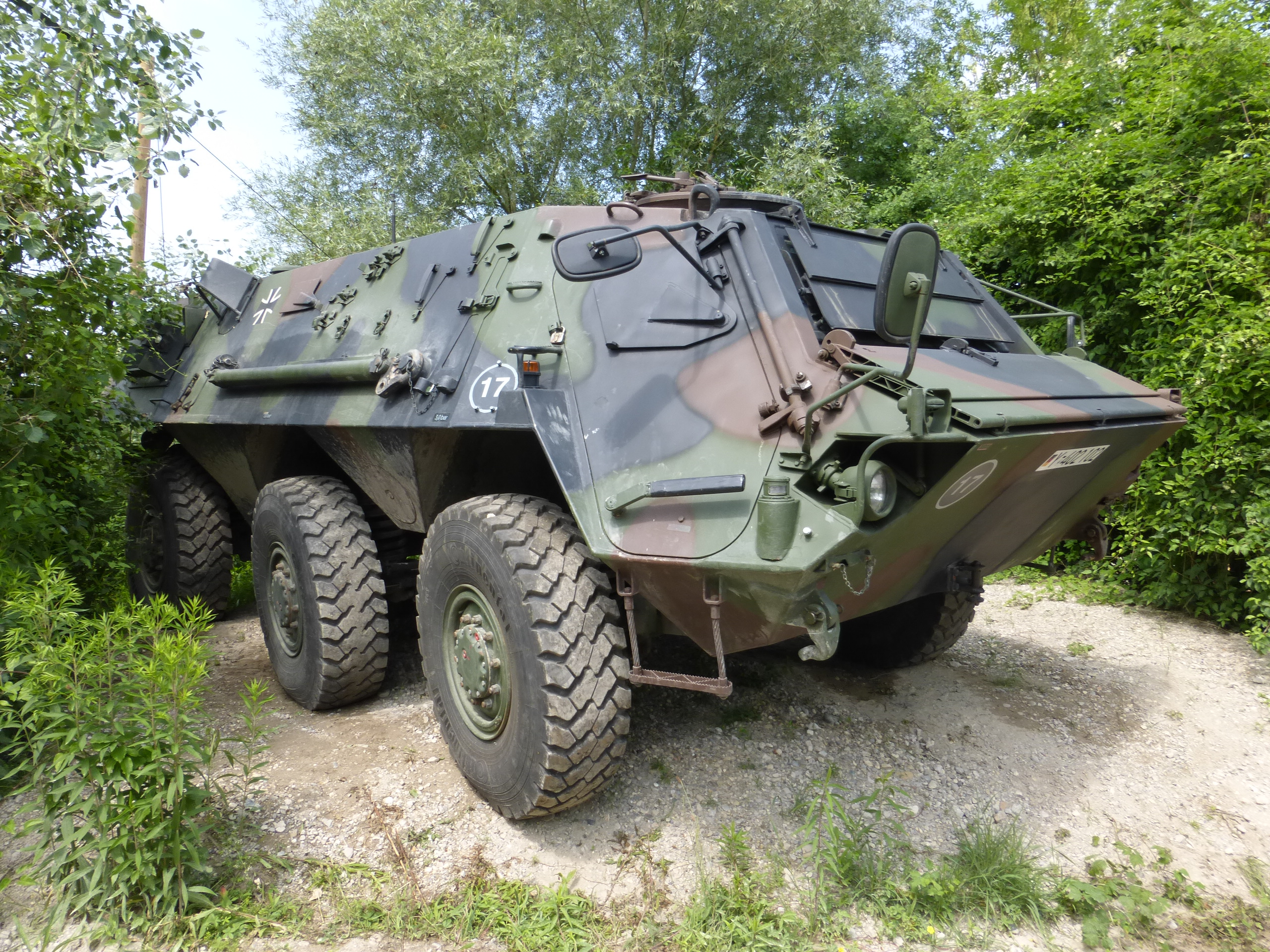
Bild 2:
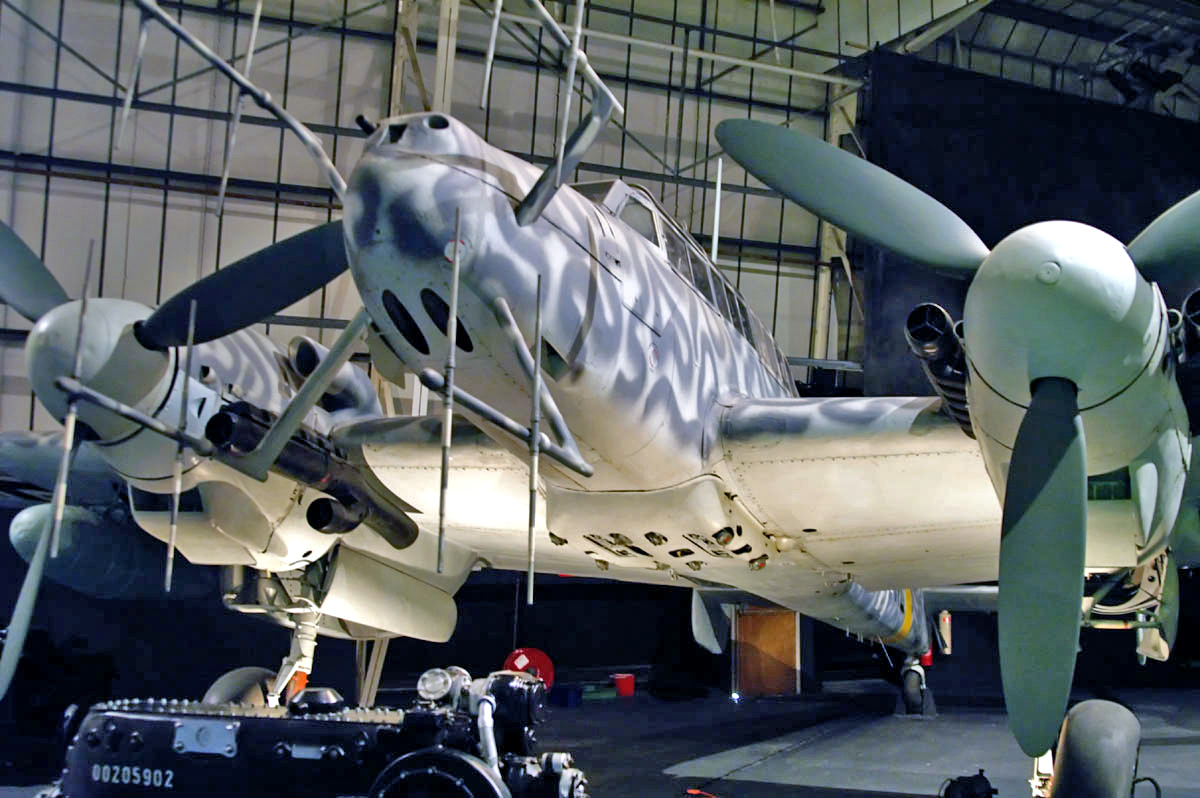
Bild 3:
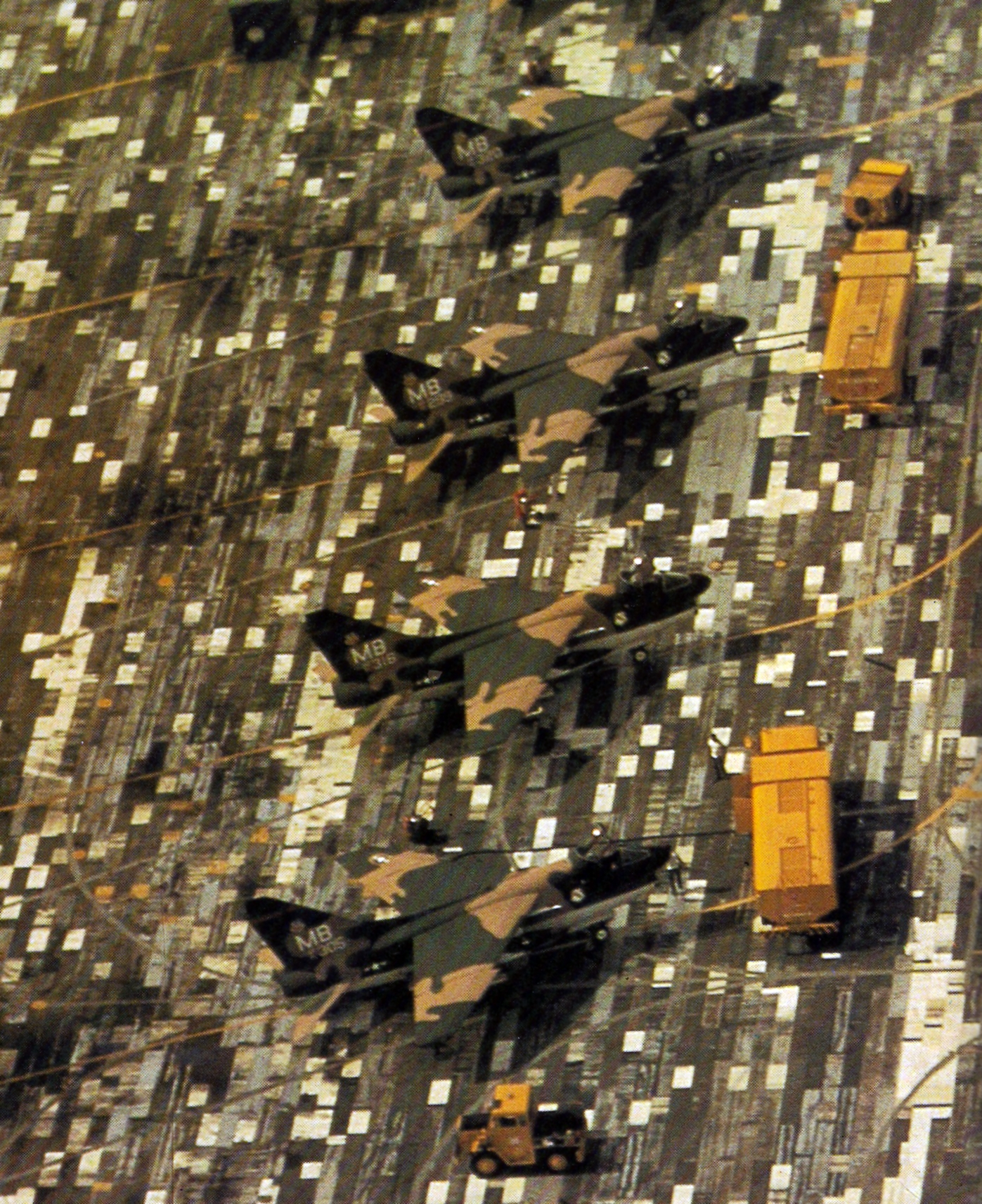
Bild 4:
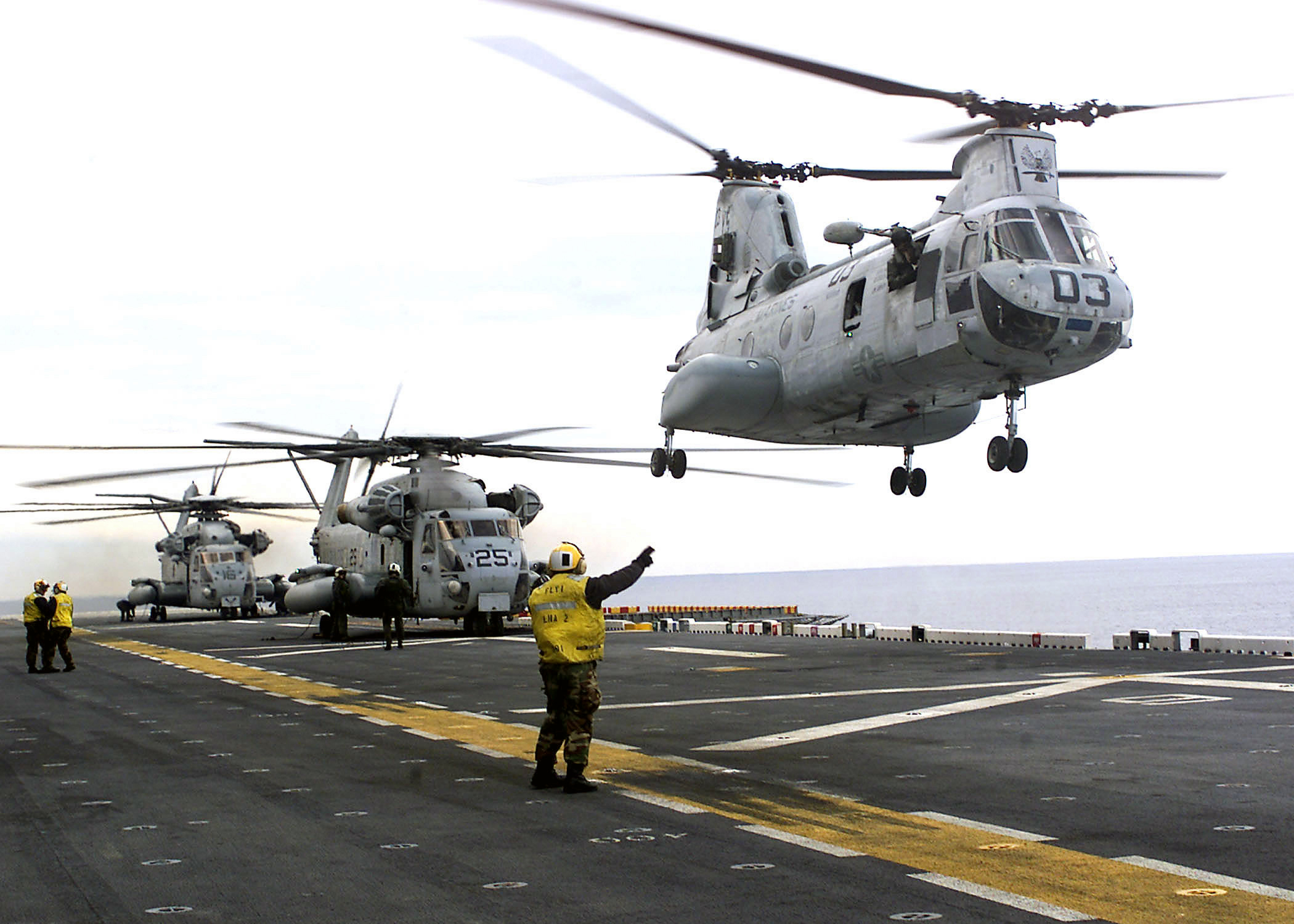
Bild 5:
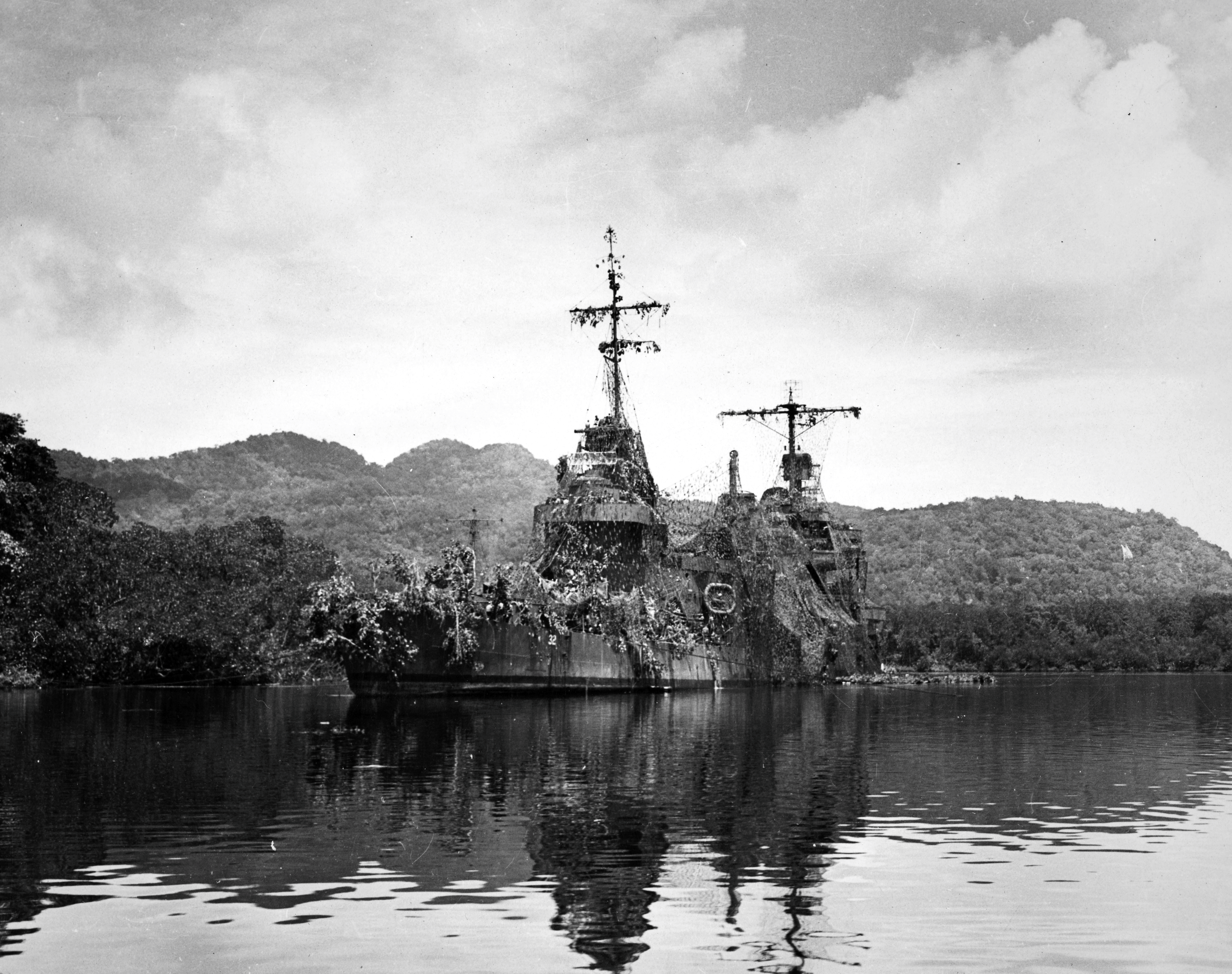
Bild 6:
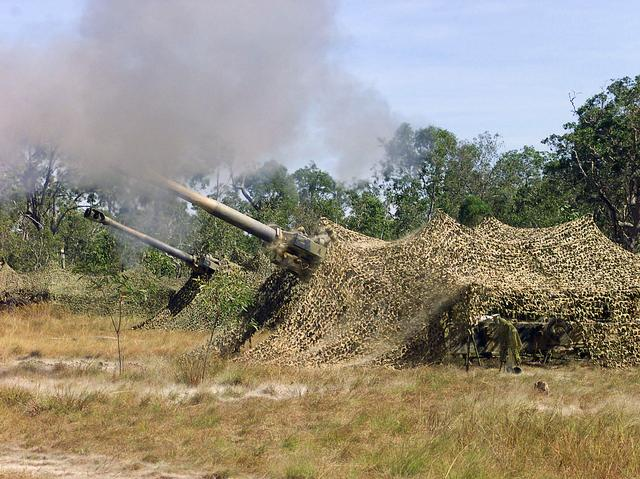
Bild 7:
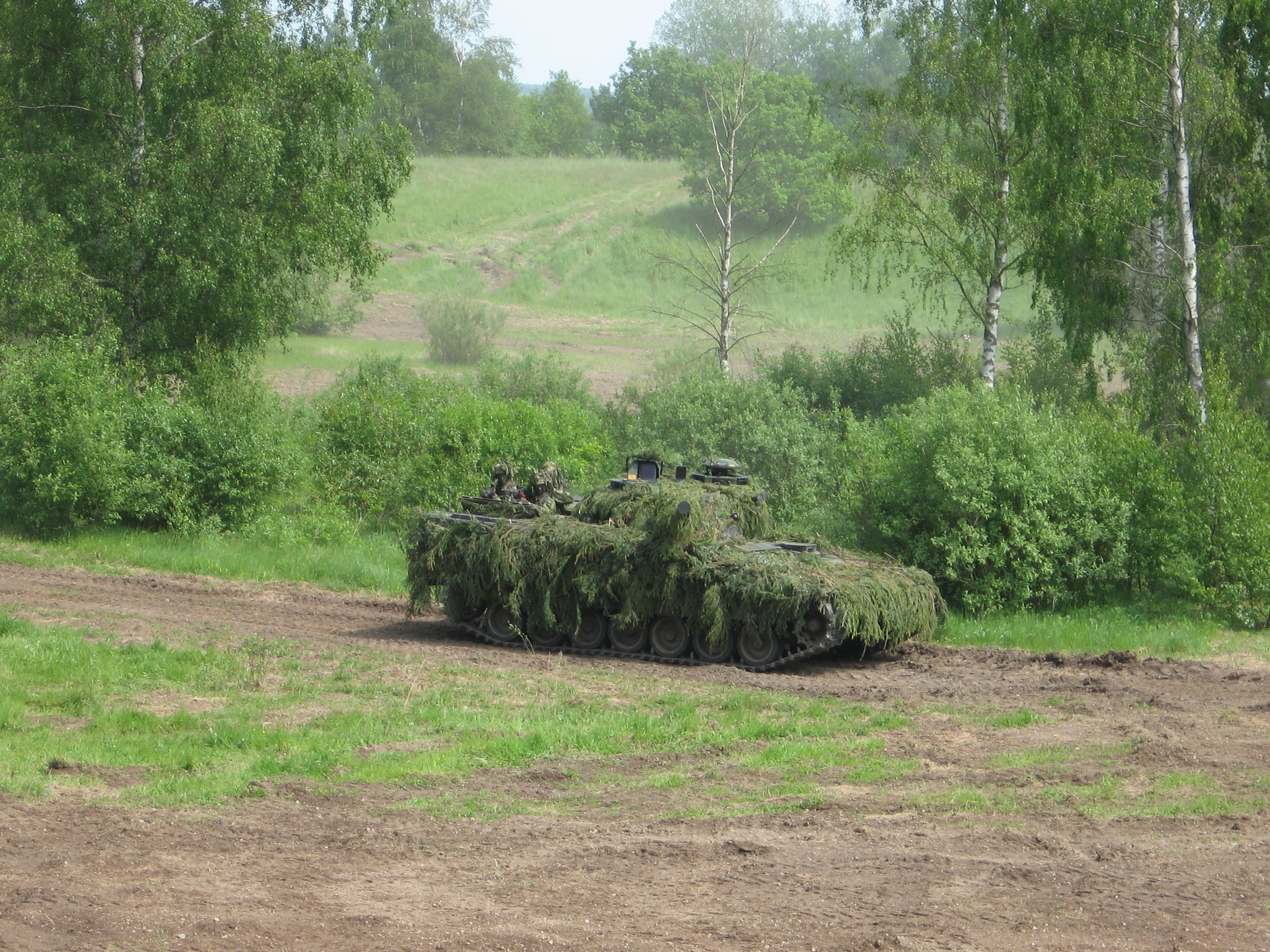
Bild 8:

- Bild 1: Britischer „Mark I“ Panzer mit sog. „Solomon camouflage“ (1916)
- Bild 2: Spähpanzer Fuchs der Bundeswehr in der standardmäßigen Tarnbemalung der NATO für Europa „Woodland (M81)“
- Bild 3: Messerschmitt Bf 110G Nachtjäger mit extrem heller Unterseite, zur Tarnung gegen Flakscheinwerfer
- Bild 4: Jets der USAF auf einem mit Tarnmuster bemalten Flugfeld, während des Vietnamkrieges (1972)
- Bild 5: Ein CH-46 Transporthubschrauber in „Low-Visibility-Camouflage“
- Bild 6: Ungewöhnlicher Einsatz von Tarnnetzen: ein US-Kreuzer wurde während Reparaturarbeiten mit Tarnnetzen abgedeckt, um ihn in Einklang mit der Umgebung zu bringen (1942)
- Bild 7: Mit Netzen getarnte Geschützstellung: Die Tarnnetze über den auffälligen Geschützrohren werden erst kurz vor dem Einsatz entfernt.
- Bild 8: Combat Vehicle 90 getarnt mit natürlicher Vegetation, die ständig zu überarbeiten ist (z. B. bei Ortswechsel oder bei Verwelken)

## Täuschen
Militärische Täuschmaßnahmen sind u. a. der Betrieb von Scheinfunkstellen, das Aufstellen von Panzer- und Fahrzeugattrappen, das Anlegen von Scheinstellungen und Scheinfahrspuren.
Täuschungen dienen dazu, den Feind durch die Anwendung von Listen zu falschen Annahmen und Maßnahmen zu verleiten. Der Einsatz von Täuschmaßnahmen erfolgt nur auf Grund eines gesonderten Befehls.
Täuschungen können Scheinfunkverkehr zum Vortäuschen von nicht vorhandenen Truppenteilen sein. Scheinspuren oder Attrappen können diese optisch, Tonbandaufnahmen von Geräuschen wie Panzerfahrgeräusche oder Baugeräusche diese akustisch vortäuschen.
Täuschungen und Listen dürfen dabei nicht gegen das Völkerrecht verstoßen und werden durch die Genfer Konventionen geregelt. So ist es verboten, die Uniform des Gegners zu tragen oder das Schutzzeichen des Roten Kreuzes zu missbrauchen.
In der Operationsführung kann ein Scheinangriff (Ablenkungsmanöver) einen eigenen Angriff vortäuschen. Dieser wird nicht mit der gleichen Intensität geführt wie ein Angriff, der mit der Absicht geführt wird, den Gegner zu schlagen, sondern nur mit geringen Kräften, die stärkere vortäuschen, und soll den Gegner dazu veranlassen, seine Reserven an diesem Gefechtspunkt einzusetzen, um diese aufzuzehren. Gleichzeitig mit dem Scheinangriff werden für den eigenen Angriff mit der Absicht eines Durchbruchs verdeckt Kräfte bereitgestellt, um den nun geschwächten Gegner an einem Schwachpunkt anzugreifen. Als Beispiele können unter anderem die See- und Luftschlacht im Golf von Leyte (mit dem Einsatz eines japanischen 'Köderverbands') und die Operation Jubilee während des Zweiten Weltkrieges betrachtet werden.

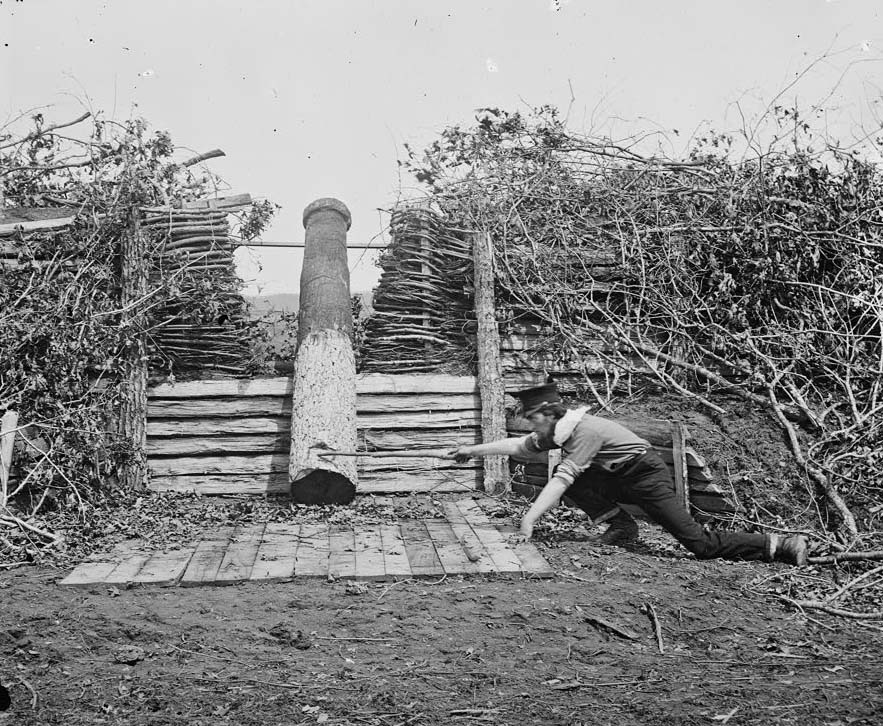
Bild 1:
Bild 2:
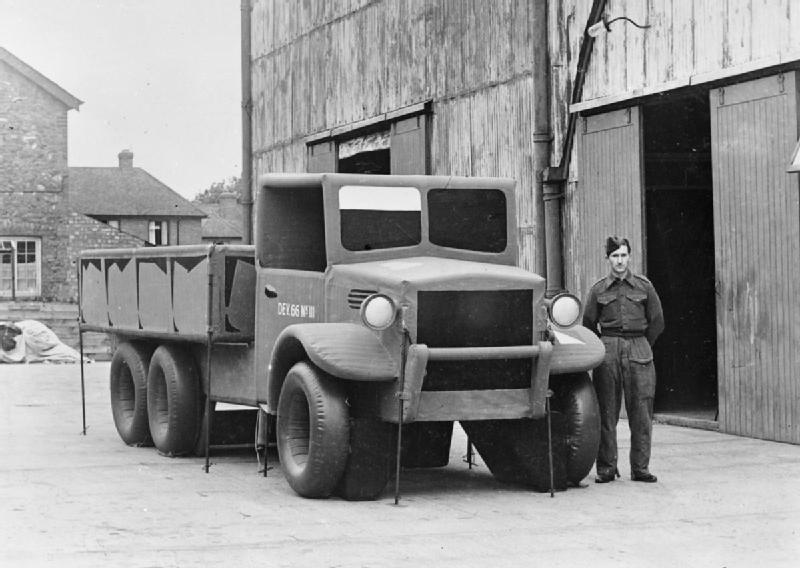
Bild 3:
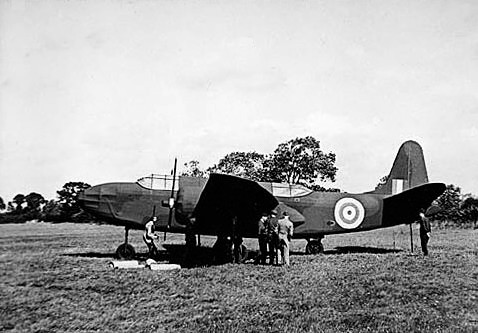
Bild 4:
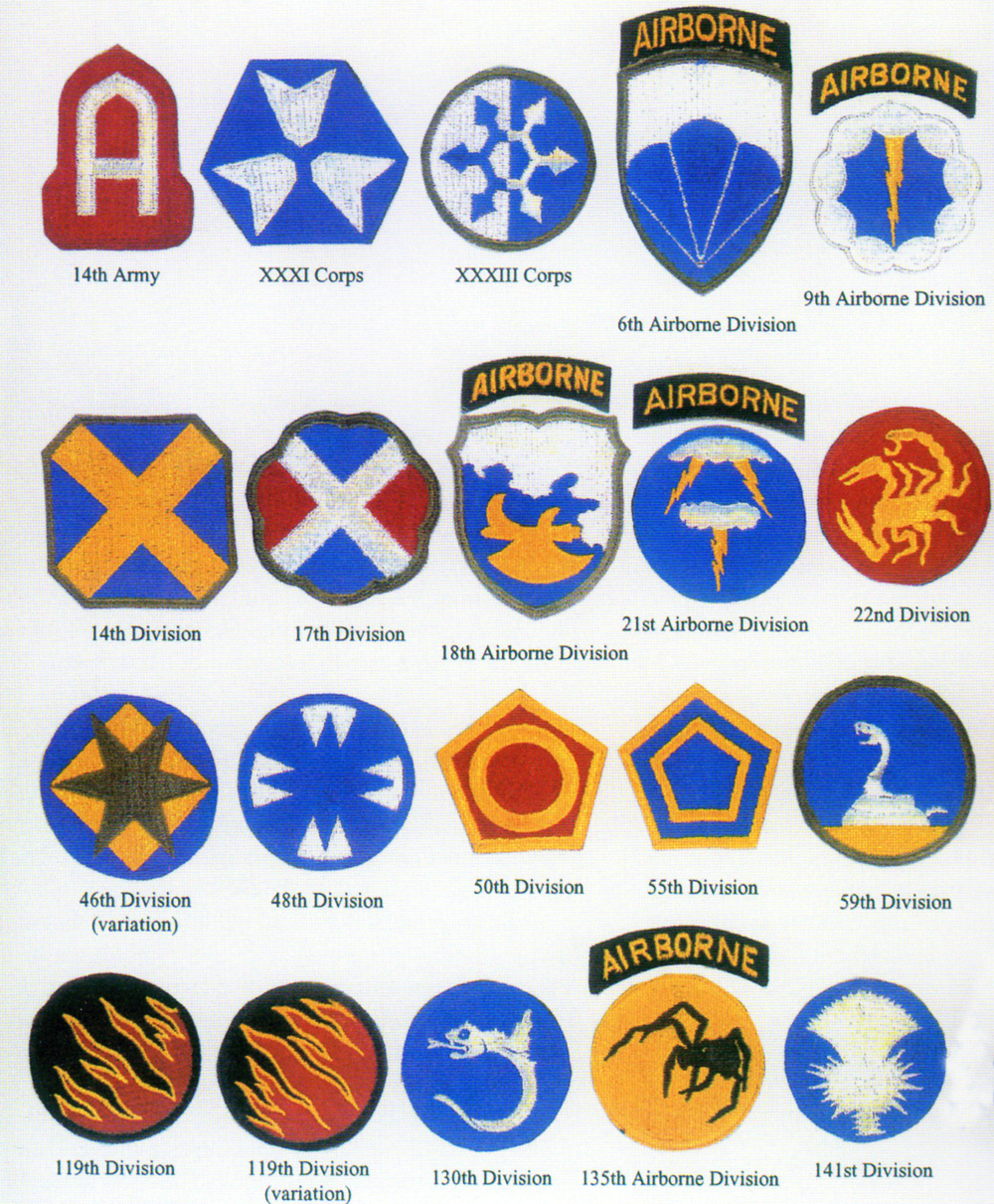
Bild 5:
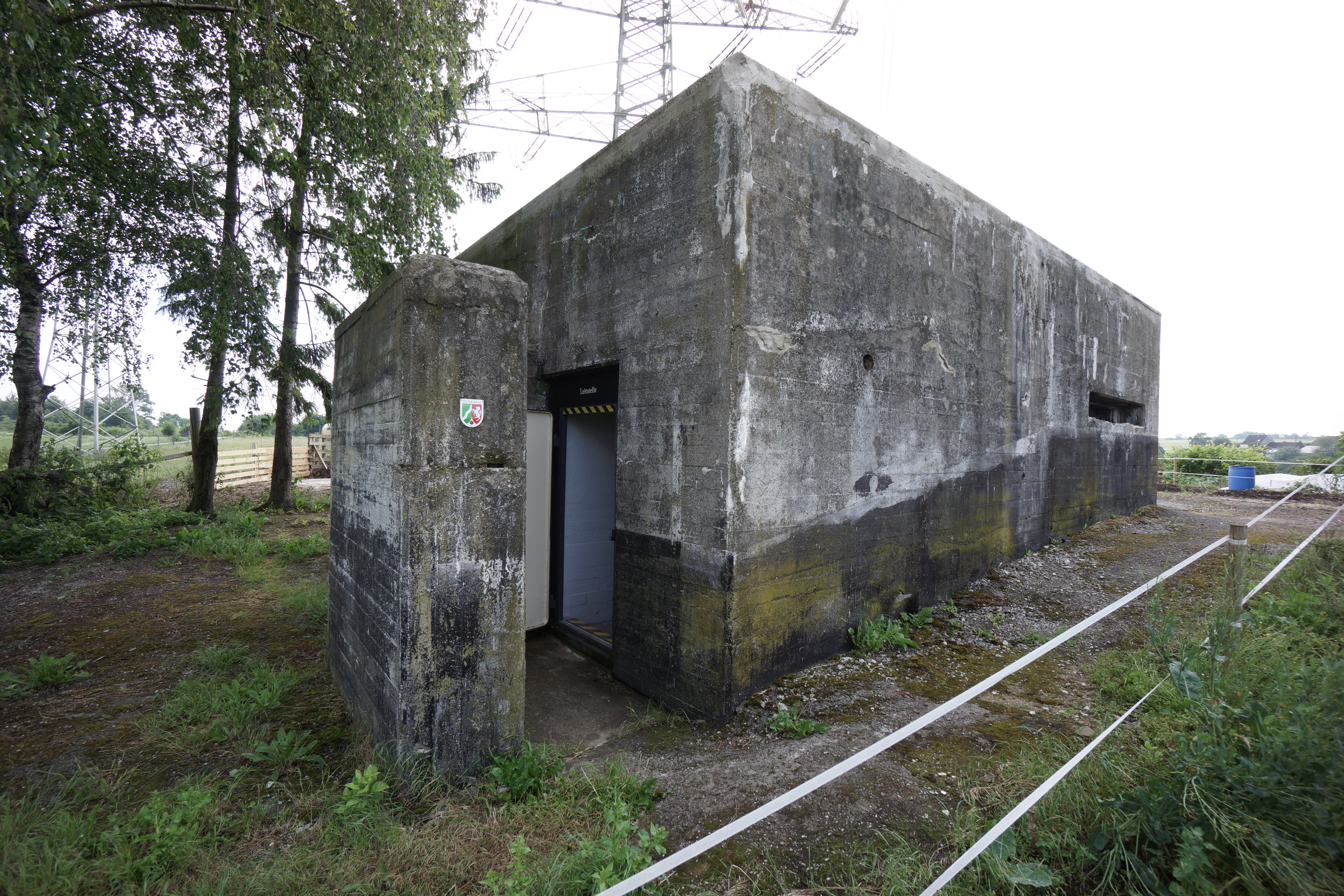
Bild 6:
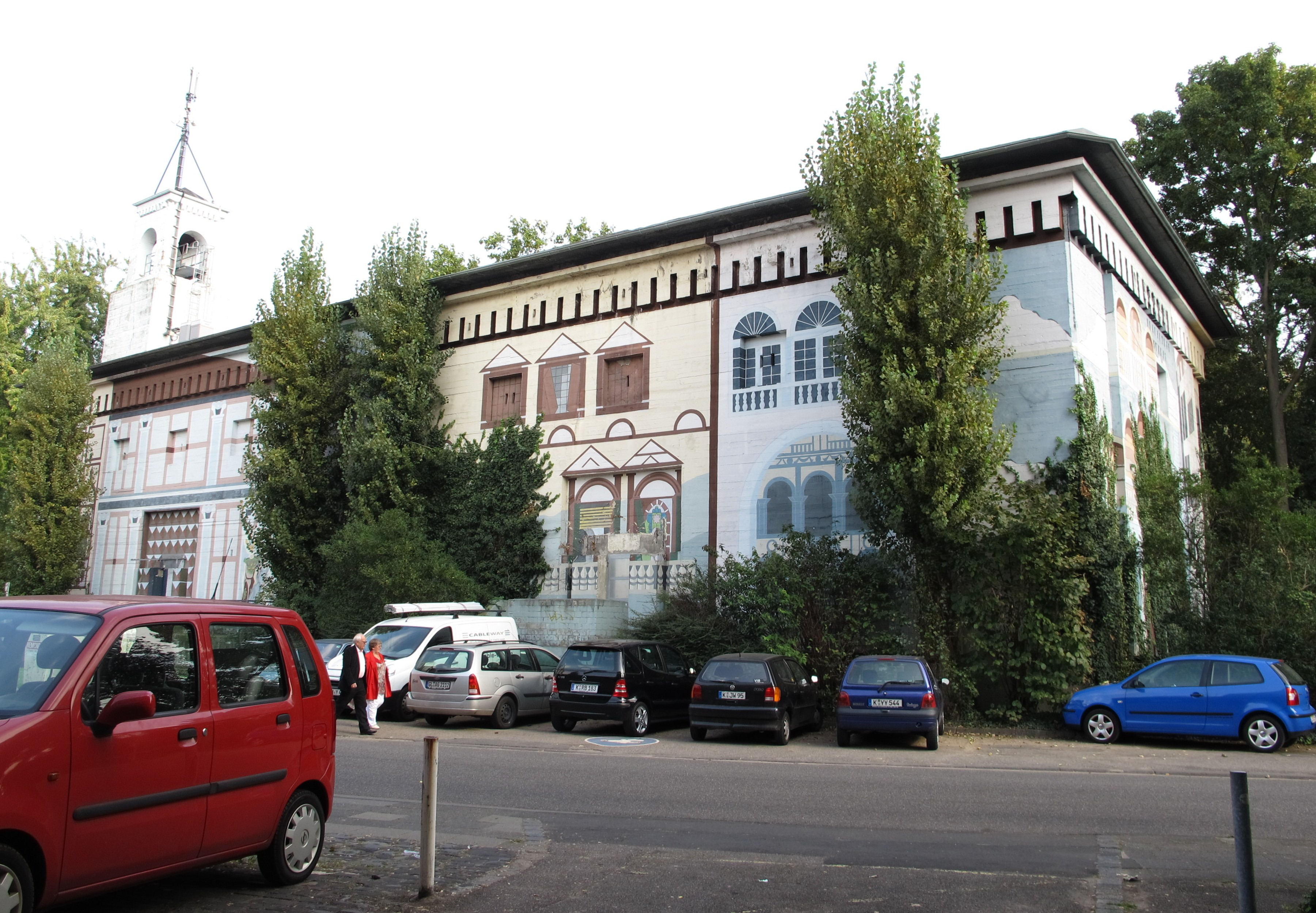
Bild 7:
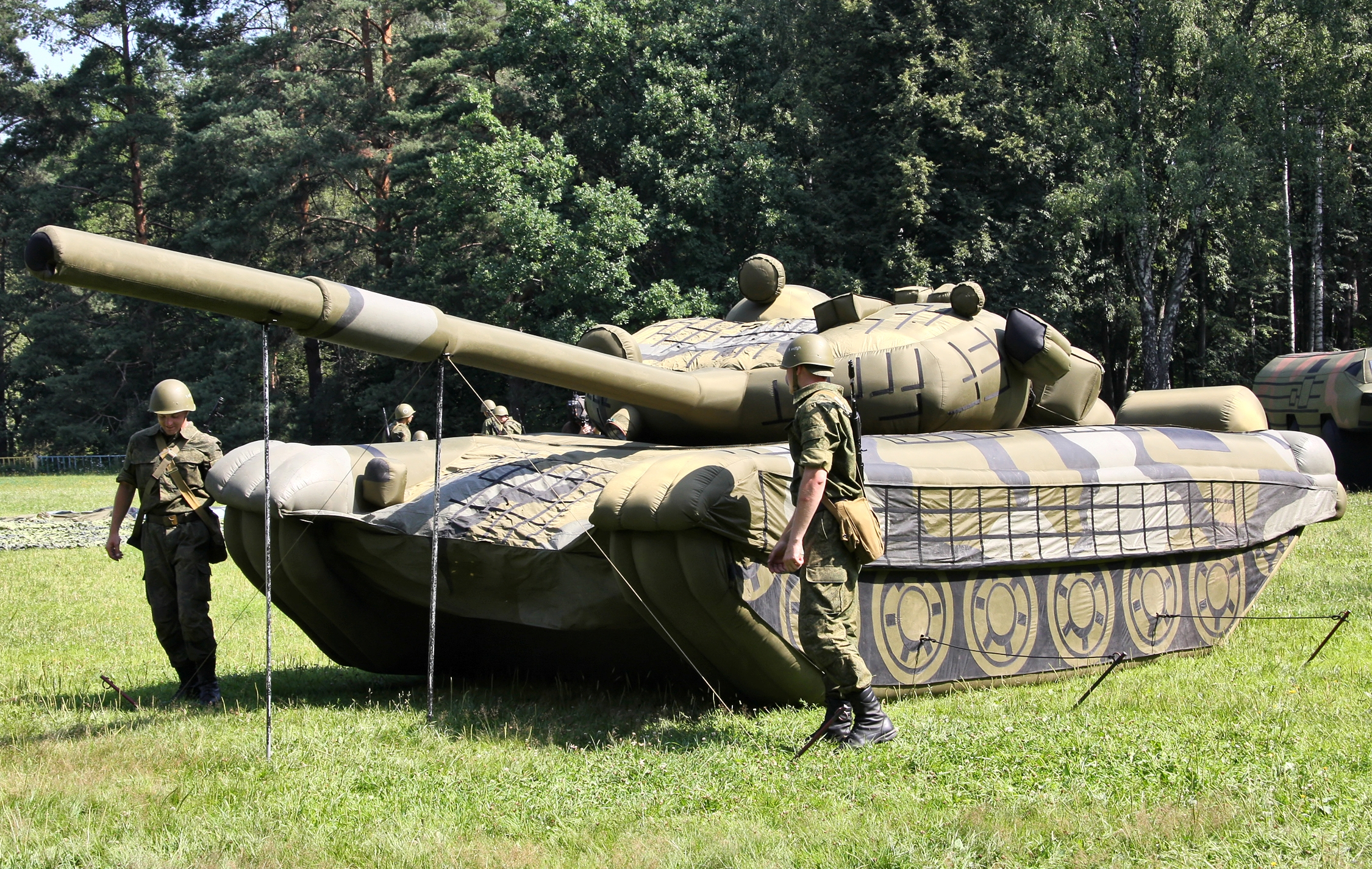
Bild 8:

- Bild 1: Hölzerne Kanonenattrappe aus dem Amerikanischen Bürgerkrieg
- Bild 2: Von den Deutschen im Ersten Weltkrieg eroberte französische Geschützattrappe
- Bild 3: Dummy-LKW, der während des Zweiten Weltkriegs zur Täuschung verwendet wurde. Die 23rd Special Troops generierte mit solchen Attrappen eine regelrechte „Geisterarmee“ im Vorfeld des D-Day
- Bild 4: Britische Flugzeugattrappe auf einem Scheinflugplatz (1943)
- Bild 5: Verbandsabzeichen der größten amerikanischen "Geisterarmee" (1st US Army Group). Die FUSAG-Geisterarmee lebte allein durch die um sie herum gesponnenen Geschichten, die ihr Bestehen gegenüber den Deutschen plausibel erscheinen ließen.
- Bild 6: Der Leitbunker der Kruppschen Nachtscheinanlage
- Bild 7: In den Jahren 1941/42 erbauter Kirchenbunker (Köln-Deutz, 2011)
- Bild 8: Russische Soldaten beim Aufbau einer T-72-Panzerattrappe (2011)

## Tarnen und Täuschen bei Seestreitkräften

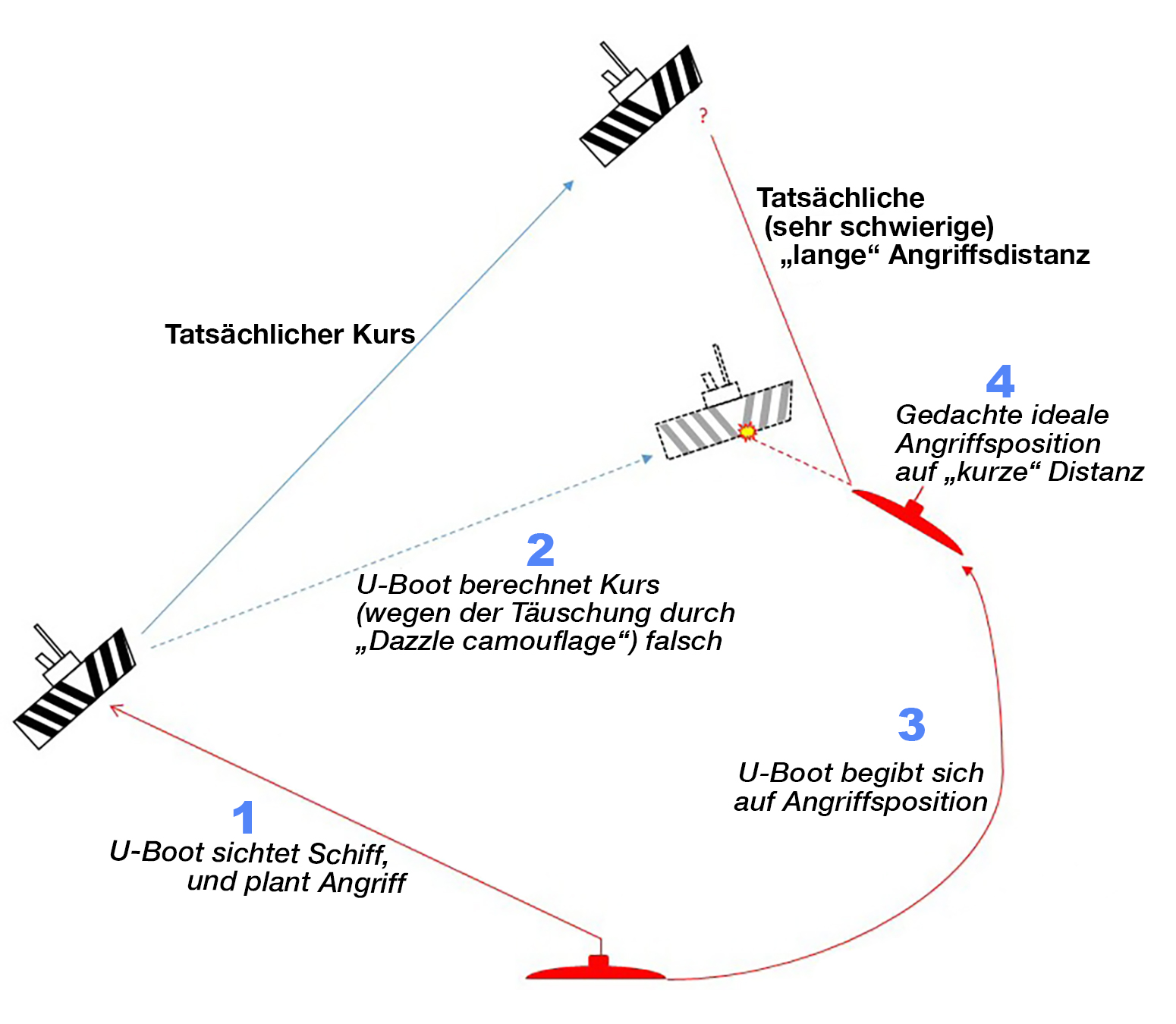
Die beabsichtigte Wirkung der „Dazzle Tarnung“. Ihr Erfinder, Norman Wilkinson, erklärte, dass sie dazu gedacht war, den Feind dazu zu bringen, eine schlechte Position für einen Angriff einzunehmen, wie in der Abbildung gezeigt.

Die Marinen verschiedener Nationen haben sich im Bereich ihrer militärischen Einheiten sehr intensiv mit dem Thema „Tarnen und Täuschen“ auseinandergesetzt. Bedingt durch das extrem deckungsarme Einsatzgebiet (Meere, Ozeane) wurden hier teilweise komplett andere Strategien und Tarnschemata entwickelt, als bei den Land- oder Luftstreitkräften.
Bereits im Ersten Weltkrieg begannen mit der sogenannten „Dazzle-Tarnung“ Versuche große Schiffe mit komplexen Mustern und geometrischer Formen zu verfremden. Dazzle sollte es erschweren, Größe, Richtung und Geschwindigkeit eines Schiffes zu bestimmen.
Bei den beiden deutschen Schlachtschiffen Bismarck und Tirpitz wurden verschiedene Techniken eingesetzt: Die Bismarck (als damals stärkstes Schlachtschiff) täuschte durch ihre Rumpfbemalung (zurückversetzter Bug mit Bugwelle und verkürztes Heck) ein bedeutend kleineres Schiff vor, um so gegnerische Schiffe zum Angriff zu provozieren. Für die Tirpitz wurde ein eher „die Form zerhackendes“ reines Tarnschema gewählt, um sie an ihrem Liegeplatz in Norwegen zu verstecken.
Mit der Entwicklung der „Stealth-Technology“ (Tarnkappentechnik) ist die optische Tarnung stark in den Hintergrund getreten.

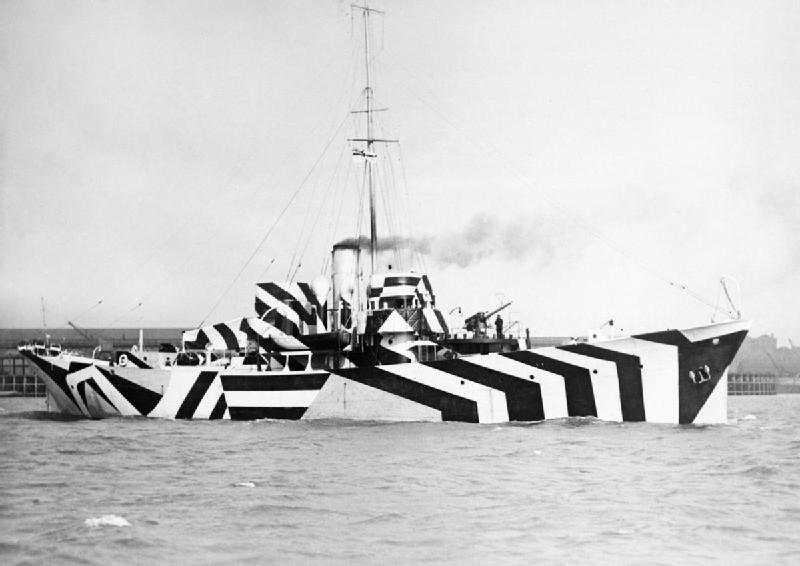
HMS Kildangan mit Dazzle camouflage (1918)
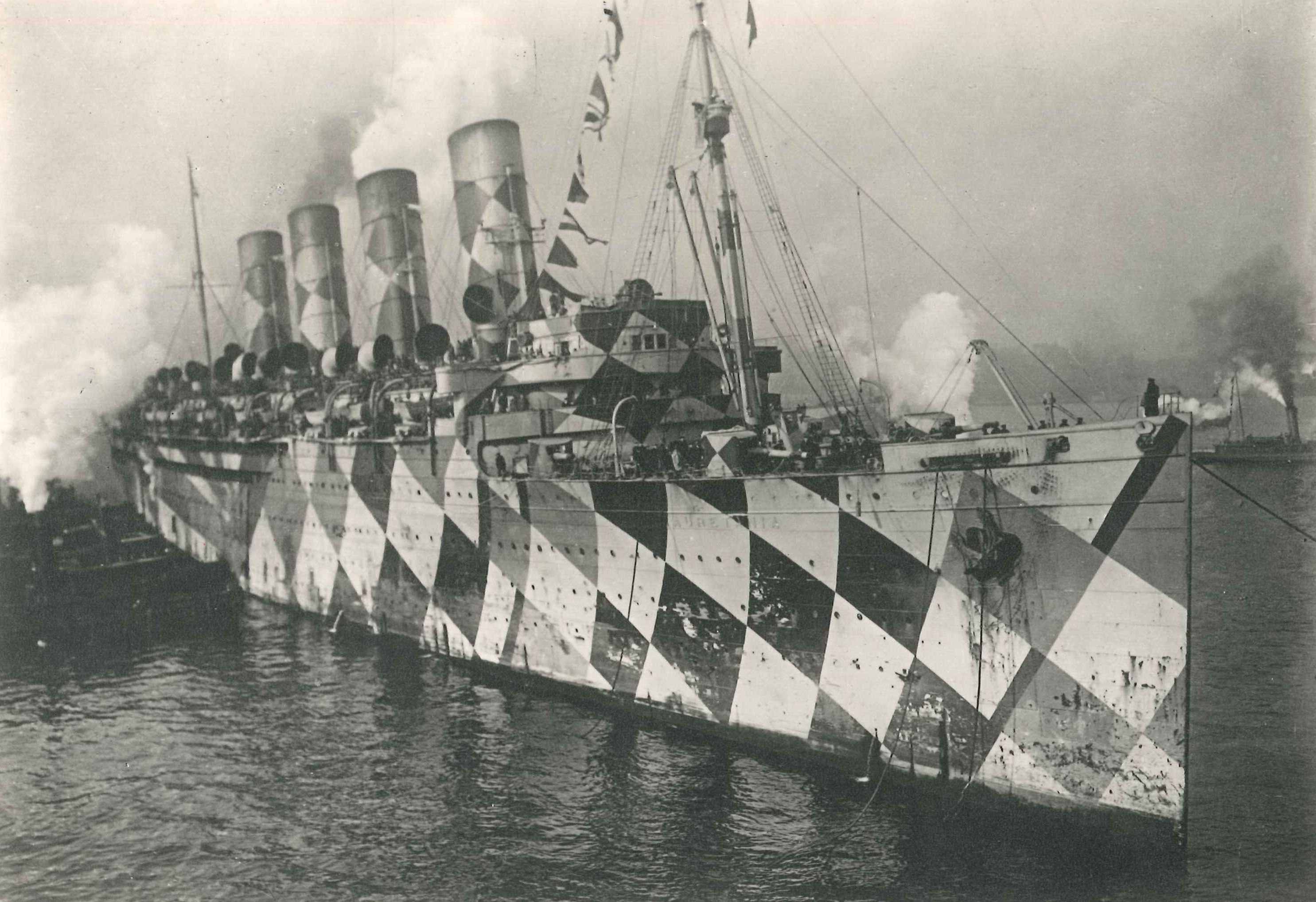
Die Mauretania als Truppentransporter
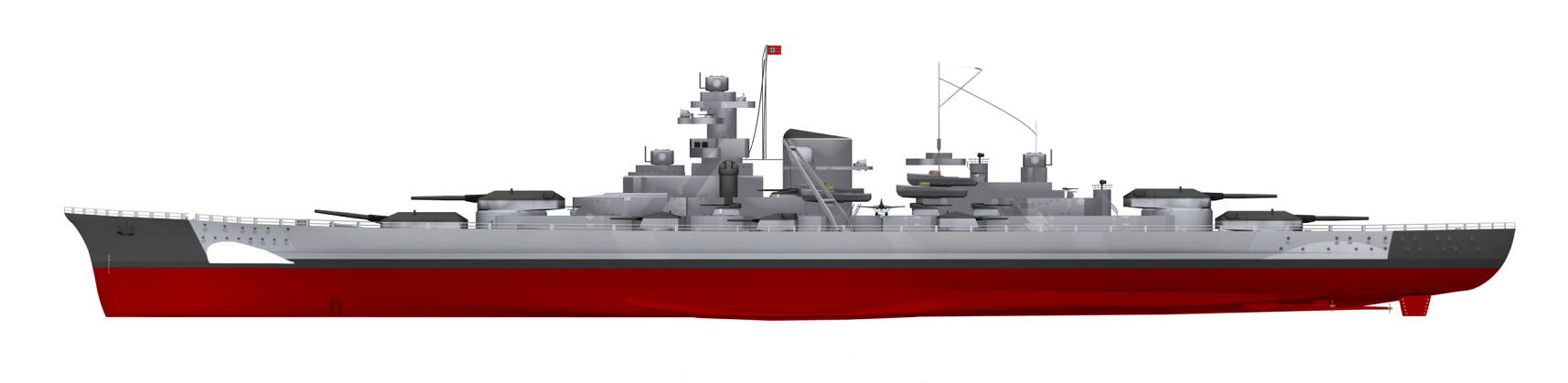
Bismarck: Die hellgraue Rumpfbemalung mit weißer Bugwelle sollte ein kleineres / schwächeres Schiff vortäuschen
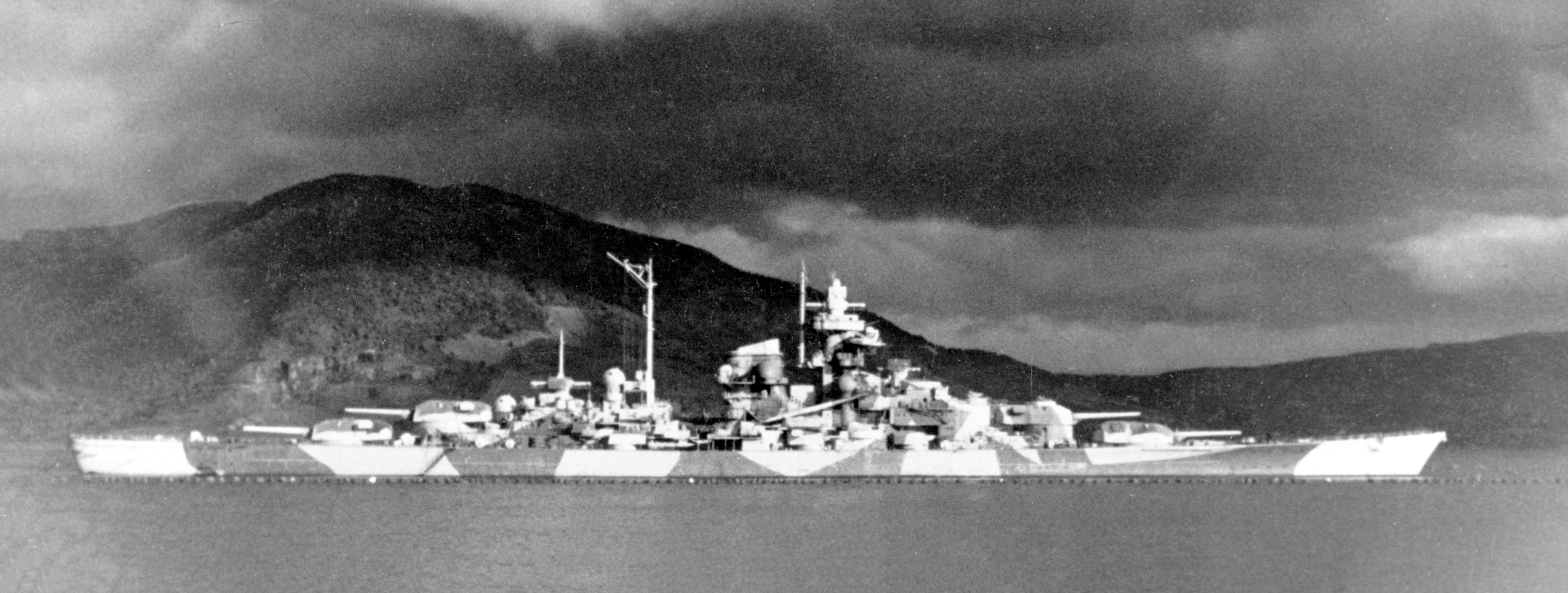
Tirpitz: Tarnbemalung gegen „Sicht von Wasser aus“
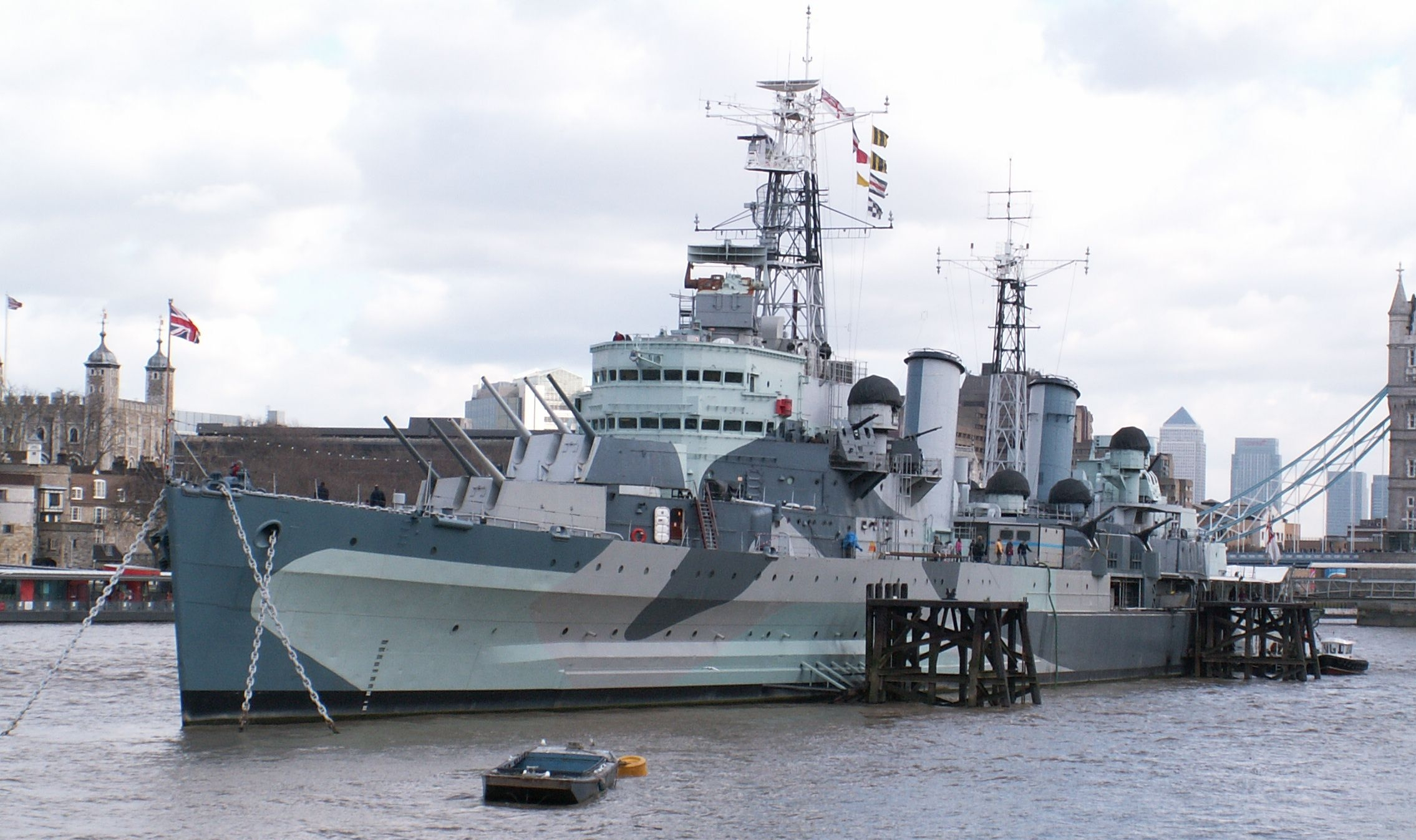
Die Belfast ist ein spätes Beispiel für den Einsatz der Dazzle camouflage
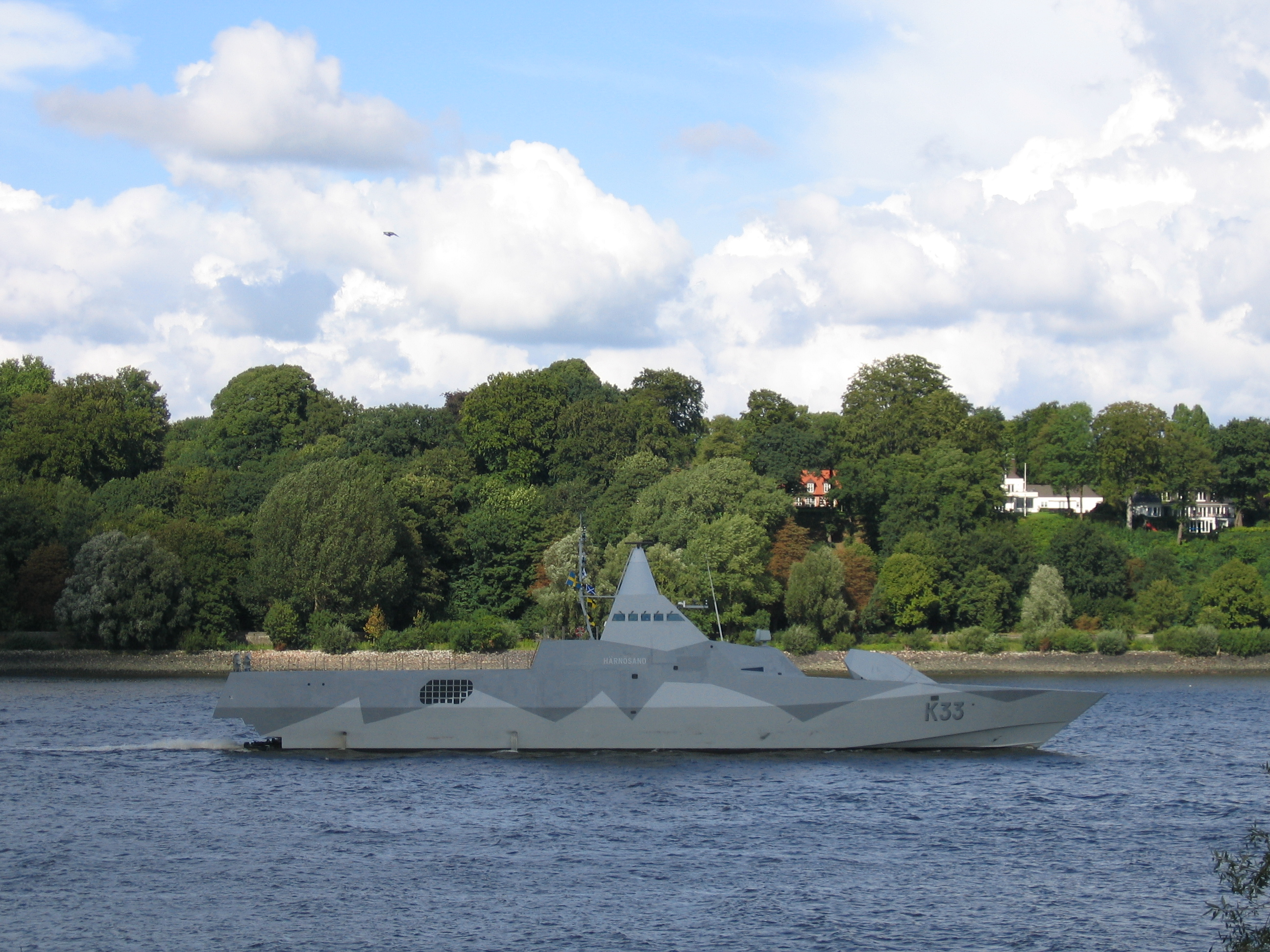
Die Härnösand, die sowohl Stealth-Technologie als auch optische Tarnung einsetzt
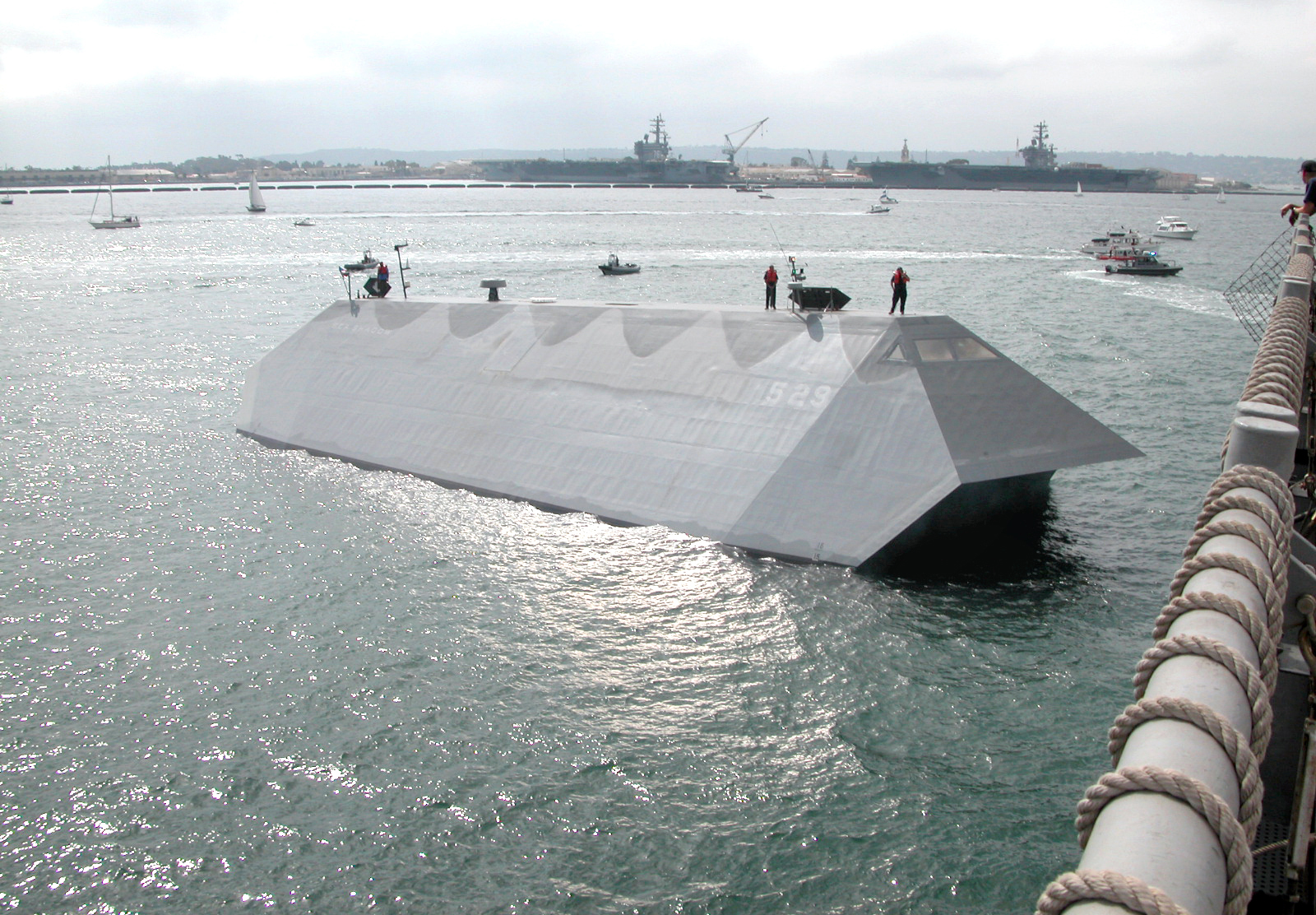
Sea Shadow, ein Prototyp der US-Navy mit Tarnkappentechnik